# Torneo Nacional de Ascenso 2014-15
La temporada 2014-15 del Torneo Nacional de Ascenso, segunda categoría del básquet argentino, fue la vigesimotercera edición (23.°) desde su creación. Comenzó a mediados de octubre de 2014 y finalizó en junio de 2015.
Ante la decisión de cerrar los descensos en la liga, se les ofreció una plaza a dos instituciones que obtuvieron un buen resultado durante el anterior Torneo Federal de Básquetbol, y más tarde, se ofrecieron cuatro plazas más, así la divisional tuvo una nueva expansión para esta temporada.
Esta fue la primera edición en disputarse bajo un nuevo formato en el fixture, donde los partidos ya no se disputan por fecha, sino que los equipos realizan distintas giras visitando a sus rivales. Este formato se buscó para ayudar económicamente a los equipos en los viajes y estadías. El estudio del fixture estuvo a cargo de la Universidad de Buenos Aires.
El primer ascendido fue Instituto de Córdoba, que tras haber ganado el primer puesto de la fase regular, logró clasificarse a la final, y por como estaba estipulado en el reglamento que aquel equipo que perdiera la final debería jugar ante el mejor de la fase regular, el elenco cordobés, aún perdiendo la final logra el ascenso. El segundo ascenso se concretó pocos días después del primero, cuando 9 de Julio venció a Villa Ángela Basket en el quinto juego y, tras ser el segundo mejor equipo en la fase regular, quien perdió la definición ante Instituto, y siguiendo con la línea de definición anterior del reglamento, 9 de Julio debería enfrentarse ante Instituto y, de perder la final, nuevamente se enfrentarían, por ello ambos equipos logran el ascenso. Más tarde, en la serie final, Instituto ganó en cinco juegos su primer título.

## Modo de disputa
El campeonato estará dividido en cuatro fases y otorgará dos ascensos a la Liga Nacional de Básquet 2015/16.
Serie regular
Primera fase
Los veinticuatro equipos participantes se dividen en dos conferencias, norte y sur, y estas a su vez en tres divisiones, totalizando seis grupos de cuatro equipos cada uno según su cercanía geográfica, donde cada equipo juega contra los rivales de grupo cuatro veces, dos de local y otras dos de visitante. En lugar de otorgarse dos puntos por victoria y uno por derrota, ahora los equipos son ordenados según el porcentaje de victorias que hayan obtenido.
| Conferencia norte   | Conferencia norte         | Conferencia norte | Conferencia sur | Conferencia sur        | Conferencia sur      |
| División noreste    | División Córdoba          | División litoral  | División oeste  | División centro        | División patagonia   |
| ------------------- | ------------------------- | ----------------- | --------------- | ---------------------- | -------------------- |
| Oberá TC            | San Isidro                | La Unión (Colón)  | Anzorena        | San Lorenzo de Almagro | Ceferino Alianza     |
| UNCAus              | Barrio Parque             | Tomás de Rocamora | Banda Norte     | Sport Club             | Hispano Americano    |
| Sarmiento           | Instituto                 | Echagüe           | 9 de Julio      | Ferro                  | Huracán (Trelew)     |
| Villa Ángela Basket | BHY Tiro Federal Morteros | Unión (SF)        | GEPU Española   | Estudiantes (O)        | Monte Hermoso Basket |

Segunda fase
Los veinticuatro participantes se agrupan en sus conferencias, de doce equipos cada una, donde se enfrentan con los rivales de zona en partidos de ida y vuelta. Se continúa con el sistema de porcentaje de victoria sobre partidos jugados. Cada equipo arrastra la mitad del porcentaje obtenido en la primera fase, incluyendo las fracciones, si las hubiera. Al finalizar esta fase, los equipos ubicados en las primeras posiciones de cada conferencia se enfrentan entre sí para determinar al mejor equipo de la temporada regular. Este enfrentamiento se realiza al mejor de tres partidos, con formato 1-2, donde la ventaja de localía va para el equipo con mayor puntaje. El ganador de esta serie accede a la posibilidad de disputar el segundo ascenso.
El primero junto con los tres siguientes en la tabla de posiciones, es decir, 1.°, 2.°, 3.° y 4.° acceden a los cuartos de final de conferencia en los play-offs. El resto avanzan a la fase previa.
Confección de la tabla.
Para confeccionar la tabla de la segunda etapa hay que dividir las victorias y derrotas de cada equipo en la primera fase por dos, y a estas victorias sumarles las logradas en la segunda etapa. Los partidos por los cuales hay que dividirlos serán los jugados, más seis que son arrastre de la primera fase.
Play offs
Fase previa
Los equipos ubicados en las posiciones entre la 5.° y la 12.° en las conferencias acceden a esta instancia. Se juega con el formato 1-2, donde la ventaja de localía es para el equipo ubicado entre la 5.° y la 8.ª posición. Los ganadores de estas series avanzan de fase, mientras que los perdedores dejan de participar.
Cuartos de final de conferencia
Esta fase es al mejor de cinco juegos, donde tienen ventaja de localía los equipos ubicados entre la 1.° y la 4.ª posición. Se reordenan los equipos clasificados de la fase previa de manera tal que el peor ubicado en la fase regular se enfrente con el 1.°, mientras que el mejor ubicado se enfrente contra el 4.°. Los ganadores de estas series avanzan de fase, mientras que los perdedores dejan de participar.
Cuartos de final nacionales
En esta fase se cruzan los equipos de la conferencia norte con los equipos de la conferencia sur. Se reordenan los clasificados según su posición en la fase regular. Se juega al mejor de cinco juegos, donde tienen ventaja de localía los ubicados en las primeras dos posiciones en ambas conferencias. Los ganadores de estas series avanzan de fase, mientras que los perdedores dejan de participar.
| 1.° Norte vs. 4.° Sur | 2.° Norte vs. 3.° Sur |
| 1.° Sur vs. 4.° Norte | 2.° Sur vs. 3.° Norte |

Semifinales nacionales
Los equipos ganadores de la fase anterior se enfrentan en esta instancia al mejor de cinco encuentros. Tiene ventaja de localía el equipo con la mejor posición durante la temporada regular y los ganadores de estas series avanzan de fase, mientras que los perdedores dejan de participar.
| 1.°N / 4.°S vs. 2.°S / 3.°N | 1.°S / 4.°N vs. 2.°N / 3.°S |

Final nacional
Los dos equipos ganadores disputan la final nacional, serie al mejor de cinco, donde tiene ventaja de localía el equipo con la mejor posición durante la temporada regular. El ganador de esta instancia obtiene el ascenso a la LNB, mientras que el perdedor disputará el segundo ascenso.
Segundo ascenso
Lo disputan el subcampeón nacional (el perdedor de la Final nacional) y el mejor de la fase regular. Es en una serie al mejor de cinco partidos. Si el campeón es también el ganador de la fase regular, el segundo ascenso se define entre el subcampeón del TNA y el segundo de la fase regular, si es el mismo equipo, automáticamente asciende. Si el ganador de la Serie Regular sale subcampeón del TNA, automáticamente pasa a ser el segundo ascendido.

## Equipos participantes
La primera institución en comprar una plaza fue Ferro Carril Oeste, equipo que vuelve a disputar la divisional tras nueve años.

La segunda plaza fue comprada por la Universidad Nacional del Chaco Austral (UNCAus), quienes con anterioridad habían participado en el Torneo Federal, dos temporadas consecutivas. La noticia se dio a conocer el 5 de agosto.

En Chaco también, pero en Villa Ángela, con apoyo del municipio, se fusionaron ambas instituciones (Alvear y Progresista) y lograron así mantener una plaza para la ciudad. De esta fusión nació Villa Ángela Basket.

El otro equipo chaqueño, Sarmiento de Resistencia, pese a perder la categoría la temporada anterior, adquirió una de las plazas disponibles de la ADC y por cuestiones económicas mantuvo la categoría.

Otro equipo que disputa la temporada gracias al apoyo del estado es San Luis Basket, una fusión entre GEPU y la Sociedad Española de San Luis, formalizada y presentada el 18 de septiembre.

Entre equipos sin apoyo directo del estado que hayan comprado una plaza se encuentran BHY Tiro Federal de Morteros, San Lorenzo de Almagro  y Anzorena de Mendoza
.

Por otro lado, Banda Norte había renunciado a su plaza para esta temporada tras cuatro años en la divisional; sin embargo, meses después obtuvo un apoyo económico y así participa nuevamente.

### Ascensos y descensos
Equipos entrantes
| Pos. | Ascendidos del TFB 2013/14       |
| ---- | -------------------------------- |
| 1.º  | Estudiantes (Olavarría)          |
| 2.º  | Hispano Americano (Río Gallegos) |

Equipos salientes
| Pos. | Ascendidos a la LNB 2014/15 |
| ---- | --------------------------- |
| 1.º  | Ciclista Juninense          |
| 2.º  | San Martín (Corrientes)     |

| Pos.       | Descendidos del TNA 2012/13 |
| ---------- | --------------------------- |
| 10.º Norte | Sarmiento (Resistencia)     |
| 10.º Sur   | San Lorenzo (Chivilcoy)     |

### Cambios de plazas
| Compra/gana plaza                             |
| --------------------------------------------- |
| Ferro Carril Oeste                            |
| UNCAus                                        |
| Unión: Alvear+Progresista=Villa Ángela Basket |
| Sarmiento                                     |
| BHY Tiro Federal Morteros                     |
| Anzorena                                      |
| Unión: GEPU+Sociedad Española=San Luis Basket |
| San Lorenzo de Almagro                        |

| Pierde la plaza                  |
| -------------------------------- |
| Unión Progresista (Villa Angela) |

### Equipos
| Club                                 | Procedencia                        | Pabellón                                             | Capacidad |
| Anzorena-Ciudad de Mendoza           | Mendoza, Mendoza                   | Estadio Roberto Gutiérrez                            | 1300      |
| Atlético Echagüe Club                | Paraná, Entre Ríos                 | Estadio Luis Butta                                   | 3000      |
| Asociación Atlética Banda Norte      | Río Cuarto, Córdoba                | Estadio Banda Norte                                  | 1600      |
| Ceferino Alianza                     | Viedma, Río Negro                  | Polideportivo Ángel Cayetano Arias                   | 2500      |
| Club Atlético Estudiantes            | Olavarría, Buenos Aires            | Parque Carlos Guerrero                               | 7100      |
| Club Atlético Barrio Parque          | Córdoba, Córdoba                   | Teatro del Parque                                    | 1000      |
| Club Atlético San Isidro             | San Francisco, Córdoba             | Estadio Severo Robledo                               | 800       |
| Club Atlético San Lorenzo de Almagro | Ciudad de Buenos Aires             | Estadio Obras Sanitarias Microestadio de San Lorenzo | 3100 400  |
| Club Atlético Sarmiento              | Resistencia, Chaco                 | Gimnasio Resistencia                                 | 1000      |
| Club Atlético Unión                  | Santa Fe, Santa Fe                 | Estadio Ángel P. Malvicino                           | 4500      |
| Club Deportivo Hispano Americano     | Río Gallegos, Santa Cruz           | Gimnasio Tito Wilson                                 | 600       |
| Club Ferro Carril Oeste              | Ciudad de Buenos Aires             | Estadio Héctor Etchart                               | 4500      |
| Club La Unión                        | Entre Ríos, Entre Ríos             | Estadio Carlos Delasoie                              | 1000      |
| Club Social y Deportivo Huracán      | Trelew, Chubut                     | Estadio Atilio Viglione                              | 550       |
| BHY Tiro Federal Morteros            | Morteros, Córdoba                  | Estadio Tiro Federal, Estadio Blanco                 | 1300      |
| Club Tomás de Rocamora               | Concepción del Uruguay, Entre Ríos | Estadio Julio César Paccagnella                      | 1000      |
| Instituto Atlético Central Córdoba   | Córdoba, Córdoba                   | Gimnasio Ángel Sandrin                               | 2000      |
| Monte Hermoso Básquet                | Monte Hermoso, Buenos Aires        | Estadio Polideportivo Municipal                      | 2500      |
| Oberá Tenis Club                     | Oberá, Misiones                    | Estadio Oberá Tenis Club                             | 2000      |
| Unión GEPU-Sociedad Española         | San Luis, San Luis                 | Polideportivo Ave Fénix                              | 2400      |
| Sport Club Cañadense                 | Cañada de Gómez, Santa Fe          | Estadio Florencio Varni                              | 2500      |
| Club Sportivo 9 de Julio             | Río Tercero, Córdoba               | Estadio José Albert                                  | -         |
| UNCAus                               | Sáenz Peña, Chaco                  | Arena UNCAus                                         | 2500      |
| Villa Ángela Basket                  | Villa Ángela, Chaco                | Carlos "Mona" Lobera                                 | 1750      |

## Primera fase

### División noreste
| Equipo | Equipo              | PJ | PG | PP | %V   |
| ------ | ------------------- | -- | -- | -- | ---- |
| 1.°    | Villa Ángela Basket | 12 | 8  | 4  | 66.6 |
| 2.°    | Sarmiento 1 2       | 12 | 6  | 6  | 50.0 |
| 3.°    | UNCAus 2            | 12 | 6  | 6  | 50.0 |
| 4.°    | Oberá Tenis Club 1  | 12 | 4  | 8  | 33.3 |

1: Oberá obtuvo la victoria ante Sarmiento el 14 de noviembre por fallas en el reloj de 24 segundos.

2: Sarmiento obtuvo la victoria ante UNCAus el 25 de noviembre por fallas en el reloj de 24 segundos.
| UNCAus              | 70 - 63 | Oberá TC  | Arena UNCAus         | 15 de octubre | 22:00 |
| Villa Ángela Basket | 81 - 67 | Sarmiento | Unión Progresista    | 15 de octubre | 22:00 |
| Villa Ángela Basket | 87 - 79 | Oberá TC  | Unión Progresista    | 17 de octubre | 22:00 |
| Sarmiento           | 74 - 67 | UNCAus    | Gimnasio Resistencia | 19 de octubre | 22:00 |

| UNCAus              | 72 - 74 | Villa Ángela Basket | Arena UNCAus      | 22 de octubre | 22:00 |
| Oberá TC            | 82 - 66 | Sarmiento           | Oberá TC          | 24 de octubre | 21:30 |
| Oberá TC            | 74 - 78 | Sarmiento           | Oberá TC          | 26 de octubre | 21:30 |
| Villa Ángela Basket | 78 - 76 | UNCAus              | Unión Progresista | 26 de octubre | 22:00 |

| Sarmiento           | 78 - 60 | Villa Ángela Basket | Gimnasio Resistencia | 29 de octubre  | 22:00 |
| UNCAus              | 98 - 87 | Oberá TC            | Arena UNCAus         | 31 de octubre  | 22:00 |
| Villa Ángela Basket | 92 - 89 | Oberá TC            | Unión Progresista    | 2 de noviembre | 22:00 |

| Sarmiento           | 70 - 81 | Villa Ángela Basket | Gimnasio Resistencia | 7 de noviembre | 21:30 |
| Oberá TC            | 68 - 72 | UNCAus              | Oberá TC             | 9 de noviembre | 21:30 |
| Villa Ángela Basket | 67 - 77 | Sarmiento           | Unión Progresista    | 9 de noviembre | 22:00 |

| UNCAus              | 66 - 62 | Villa Ángela Basket | Arena UNCAus         | 12 de noviembre | 22:00 |
| Sarmiento           | 0 - 20  | Oberá TC            | Gimnasio Resistencia | 14 de noviembre | 21:30 |
| Sarmiento           | 69 - 77 | Oberá TC            | Gimnasio Resistencia | 16 de noviembre | 21:30 |
| Villa Ángela Basket | 90 - 63 | UNCAus              | Unión Progresista    | 16 de noviembre | 22:00 |

| UNCAus    | 72 - 63  | Sarmiento           | Arena UNCAus         | 19 de noviembre | 22:00 |
| Oberá TC  | 89 - 92  | Villa Ángela Basket | Oberá TC             | 21 de noviembre | 21:30 |
| Sarmiento | 77 - 65  | UNCAus              | Gimnasio Resistencia | 22 de noviembre | 21:30 |
| Oberá TC  | 106 - 98 | Villa Ángela Basket | Oberá TC             | 23 de noviembre | 21:30 |

| UNCAus   | 0 - 20  | Sarmiento | Arena UNCAus | 25 de noviembre | 22:00 |
| Oberá TC | 66 - 71 | UNCAus    | Oberá TC     | 28 de noviembre | 21:30 |

### División Córdoba
| Equipo | Equipo                    | PJ | PG | PP | %V   |
| ------ | ------------------------- | -- | -- | -- | ---- |
| 1.°    | Instituto 1               | 12 | 9  | 3  | 75.0 |
| 2.°    | San Isidro                | 12 | 8  | 4  | 66.6 |
| 3.°    | Barrio Parque 1           | 12 | 4  | 8  | 33.3 |
| 4.°    | BHY Tiro Federal Morteros | 12 | 3  | 9  | 25.0 |

1: Instituto ganó el partido ante Barrio Parque correspondiente a la última fecha de la división por fallas en el reloj de 24 segundos.
| Barrio Parque             | 82 - 64 | San Isidro | Teatro del Parque | 16 de octubre | 21:00 |
| BHY Tiro Federal Morteros | 81 - 74 | Instituto  | Tiro Federal      | 17 de octubre | 21:30 |

| Instituto                 | 82 - 71 | Barrio Parque             | Gimnasio Ángel Sandrín | 20 de octubre | 21:00 |
| San Isidro                | 84 - 71 | BHY Tiro Federal Morteros | Estadio Severo Robledo | 21 de octubre | 21:00 |
| Instituto                 | 66 - 76 | San Isidro                | Gimnasio Ángel Sandrín | 24 de octubre | 21:30 |
| BHY Tiro Federal Morteros | 68 - 73 | Barrio Parque             | Tiro Federal           | 25 de octubre | 21:30 |

| BHY Tiro Federal Morteros | 65 - 77 | San Isidro                | Tiro Federal           | 28 de octubre  | 21:30 |
| Barrio Parque             | 65 - 94 | Instituto                 | Teatro del Parque      | 29 de octubre  | 21:00 |
| San Isidro                | 86 - 69 | Barrio Parque             | Estadio Severo Robledo | 1 de noviembre | 21:00 |
| Instituto                 | 83 - 74 | BHY Tiro Federal Morteros | Gimnasio Ángel Sandrín | 1 de noviembre | 21:00 |

| San Isidro                | 70 - 66 | Instituto                 | Estadio Severo Robledo | 4 de noviembre | 21:00 |
| Barrio Parque             | 70 - 61 | BHY Tiro Federal Morteros | Teatro del Parque      | 5 de noviembre | 21:00 |
| Barrio Parque             | 91 - 95 | San Isidro                | Teatro del Parque      | 7 de noviembre | 21:30 |
| BHY Tiro Federal Morteros | 68 - 77 | Instituto                 | Tiro Federal           | 8 de noviembre | 22:00 |

| Instituto                 | 90 - 67 | Barrio Parque             | Gimnasio Ángel Sandrín | 10 de noviembre | 21:00 |
| San Isidro                | 65 - 81 | BHY Tiro Federal Morteros | Estadio Severo Robledo | 10 de noviembre | 21:00 |
| BHY Tiro Federal Morteros | 75 - 71 | Barrio Parque             | Tiro Federal           | 13 de noviembre | 22:00 |
| Instituto                 | 83 - 67 | San Isidro                | Gimnasio Ángel Sandrín | 14 de noviembre | 21:30 |
| Instituto                 | 93 - 66 | BHY Tiro Federal Morteros | Gimnasio Ángel Sandrín | 16 de noviembre | 21:00 |

| San Isidro                | 82 - 79 | Barrio Parque             | Estadio Severo Robledo | 17 de noviembre | 21:00 |
| San Isidro                | 54 - 72 | Instituto                 | Estadio Severo Robledo | 19 de noviembre | 21:00 |
| Barrio Parque             | 88 - 73 | BHY Tiro Federal Morteros | Teatro del Parque      | 21 de noviembre | 21:30 |
| BHY Tiro Federal Morteros | 75 - 99 | San Isidro                | Tiro Federal           | 23 de noviembre | 20:30 |
| Barrio Parque             | 0 - 20  | Instituto                 | Teatro del Parque      | 23 de noviembre | 21:00 |

### División litoral
| Equipo | Equipo            | PJ | PG | PP | %V   |
| ------ | ----------------- | -- | -- | -- | ---- |
| 1.°    | Unión (Santa Fe)  | 12 | 8  | 4  | 66.6 |
| 2.°    | Tomás de Rocamora | 12 | 6  | 6  | 50.0 |
| 3.°    | Echagüe           | 12 | 5  | 7  | 41.6 |
| 4.°    | La Unión (Colón)  | 12 | 5  | 7  | 41.6 |

| La Unión (C)      | 77 - 100 | Tomás de Rocamora | Carlos Delasoie         | 14 de octubre | 21:30 |
| Echagüe           | 66 - 84  | Unión (SF)        | Luis Butta              | 17 de octubre | 21:30 |
| Tomás de Rocamora | 86 - 73  | La Unión (C)      | Julio César Paccagnella | 17 de octubre | 21:30 |
| Unión (SF)        | 77 - 68  | Echagüe           | Ángel Malvicino         | 19 de octubre | 21:00 |

| Echagüe    | 65 - 66 | Tomás de Rocamora | Luis Butta      | 22 de octubre | 21:00 |
| Unión (SF) | 83 - 77 | La Unión (C)      | Ángel Malvicino | 22 de octubre | 21:30 |
| Unión (SF) | 92 - 73 | Tomás de Rocamora | Ángel Malvicino | 24 de octubre | 21:30 |
| Echagüe    | 85 - 74 | La Unión (C)      | Luis Butta      | 26 de octubre | 22:00 |

| La Unión (C)      | 83 - 77 | Echagüe    | Carlos Delasoie         | 28 de octubre | 21:30 |
| Tomás de Rocamora | 75 - 88 | Unión (SF) | Julio César Paccagnella | 29 de octubre | 21:00 |
| Tomás de Rocamora | 81 - 71 | Echagüe    | Julio César Paccagnella | 31 de octubre | 21:30 |
| La Unión (C)      | 58 - 89 | Unión (SF) | Carlos Delasoie         | 31 de octubre | 21:30 |

| Echagüe           | 71 - 60 | Unión (SF)        | Luis Butta              | 6 de noviembre | 21:30 |
| Tomás de Rocamora | 79 - 88 | La Unión (C)      | Julio César Paccagnella | 6 de noviembre | 21:30 |
| Unión (SF)        | 75 - 73 | Echagüe           | Ángel Malvicino         | 9 de noviembre | 21:00 |
| La Unión (C)      | 93 - 77 | Tomás de Rocamora | Carlos Delasoie         | 9 de noviembre | 21:30 |

| Echagüe    | 85 - 73 | Tomás de Rocamora | Luis Butta      | 12 de noviembre | 21:00 |
| Unión (SF) | 93 - 92 | La Unión (C)      | Ángel Malvicino | 12 de noviembre | 21:30 |
| Unión (SF) | 76 - 86 | Tomás de Rocamora | Ángel Malvicino | 14 de noviembre | 21:30 |
| Echagüe    | 96 - 67 | La Unión (C)      | Luis Butta      | 14 de noviembre | 21:30 |

| La Unión (C)      | 85 - 78 | Echagüe    | Carlos Delasoie         | 18 de noviembre | 21:30 |
| Tomás de Rocamora | 85 - 81 | Unión (SF) | Julio César Paccagnella | 19 de noviembre | 21:00 |
| Tomás de Rocamora | 90 - 91 | Echagüe    | Julio César Paccagnella | 21 de noviembre | 21:30 |
| La Unión (C)      | 87 - 73 | Unión (SF) | Carlos Delasoie         | 21 de noviembre | 21:30 |

### División oeste
| Equipo | Equipo                       | PJ | PG | PP | %V   |
| ------ | ---------------------------- | -- | -- | -- | ---- |
| 1.°    | 9 de Julio (RT)              | 12 | 11 | 1  | 91.6 |
| 2.°    | Banda Norte                  | 12 | 7  | 5  | 58.3 |
| 3.°    | Unión GEPU-Española 1        | 12 | 5  | 7  | 41.6 |
| 4.°    | Anzorena Ciudad de Mendoza 1 | 12 | 1  | 11 | 8.3  |

1: El partido entre Unión GEPU-Española y Anzorena Ciudad de Mendoza correspondiente al 24 de octubre, fue suspendido durante el tercer cuarto, cuando ganaba el elenco local 46 - 31, por una falla en el reloj de 24 segundos. Fue continuado el 28 de noviembre.
| Anzorena            | 71 - 77 | 9 de Julio  | Roberto Gutiérrez | 17 de octubre | 21:30 |
| Unión GEPU-Española | 72 - 80 | Banda Norte | Ave Fénix         | 17 de octubre | 21:30 |
| Anzorena            | 63 - 71 | Banda Norte | Roberto Gutiérrez | 19 de octubre | 20:00 |
| Unión GEPU-Española | 68 - 84 | 9 de Julio  | Ave Fénix         | 19 de octubre | 21:00 |

| 9 de Julio          | 83 - 71 | Banda Norte         | José Albert       | 22 de octubre | 22:00 |
| Unión GEPU-Española | 70 - 61 | Anzorena            | Ave Fénix         | 24/10 - 28/11 | 21:30 |
| Anzorena            | 76 - 74 | Unión GEPU-Española | Roberto Gutiérrez | 26 de octubre | 20:00 |

| Banda Norte | 74 - 83 | 9 de Julio          | Banda Norte | 27 de octubre  | 21:30 |
| 9 de Julio  | 75 - 71 | Unión GEPU-Española | José Albert | 30 de octubre  | 22:00 |
| Banda Norte | 88 - 51 | Anzorena            | Banda Norte | 31 de octubre  | 21:30 |
| 9 de Julio  | 83 - 61 | Anzorena            | José Albert | 2 de noviembre | 22:00 |

| Banda Norte         | 75 - 66 | Unión GEPU-Española | Banda Norte       | 3 de noviembre | 21:30 |
| Anzorena            | 63 - 95 | 9 de Julio          | Roberto Gutiérrez | 7 de noviembre | 21:30 |
| Unión GEPU-Española | 69 - 62 | Banda Norte         | Ave Fénix         | 7 de noviembre | 21:30 |
| Anzorena            | 75 - 81 | Banda Norte         | Roberto Gutiérrez | 9 de noviembre | 20:00 |
| Unión GEPU-Española | 74 - 73 | 9 de Julio          | Ave Fénix         | 9 de noviembre | 21:00 |

| 9 de Julio          | 85 - 73 | Banda Norte         | José Albert       | 12 de noviembre | 22:00 |
| Unión GEPU-Española | 80 - 70 | Anzorena            | Ave Fénix         | 14 de noviembre | 21:30 |
| Banda Norte         | 74 - 78 | 9 de Julio          | Banda Norte       | 15 de noviembre | 21:30 |
| Anzorena            | 56 - 57 | Unión GEPU-Española | Roberto Gutiérrez | 16 de noviembre | 20:00 |

| Banda Norte | 82 - 54 | Anzorena            | Banda Norte | 19 de noviembre | 21:30 |
| 9 de Julio  | 85 - 73 | Unión GEPU-Española | José Albert | 19 de noviembre | 22:00 |
| 9 de Julio  | 98 - 73 | Anzorena            | José Albert | 21 de noviembre | 22:00 |
| Banda Norte | 76 - 72 | Unión GEPU-Española | Banda Norte | 23 de noviembre | 21:0  |

### División centro
| Equipo | Equipo                  | PJ | PG | PP | %V   |
| ------ | ----------------------- | -- | -- | -- | ---- |
| 1.°    | Ferro Carril Oeste (BA) | 12 | 9  | 3  | 75.0 |
| 2.°    | San Lorenzo (BA)        | 12 | 8  | 4  | 66.6 |
| 3.°    | Estudiantes (O)         | 12 | 6  | 6  | 50.0 |
| 4.°    | Sport Club Cañadense    | 12 | 1  | 11 | 8.3  |

| Sport Club      | 64 - 75 | San Lorenzo (A) | Florencio Varni        | 15 de octubre | 21:30 |
| Estudiantes (O) | 72 - 71 | Ferro (BA)      | Parque Carlos Guerrero | 17 de octubre | 21:30 |
| Sport Club      | 54 - 73 | San Lorenzo (A) | Florencio Varni        | 17 de octubre | 21:30 |

| San Lorenzo (A) | 76 - 71 | Ferro (BA)      | Obras Sanitarias       | 20 de octubre | 21:30 |
| Estudiantes (O) | 86 - 89 | Sport Club      | Parque Carlos Guerrero | 22 de octubre | 21:30 |
| Ferro (BA)      | 76 - 49 | San Lorenzo (A) | Héctor Etchart         | 24 de octubre | 21:00 |
| Estudiantes (O) | 89 - 71 | Sport Club      | Parque Carlos Guerrero | 24 de octubre | 21:30 |

| San Lorenzo (A) | 74 - 70 | Estudiantes (O)  | Obras Sanitarias       | 27 de octubre  | 21:30 |
| Ferro (BA)      | 72 - 63 | Estudiantes (O)  | Héctor Etchart         | 29 de octubre  | 21:00 |
| San Lorenzo (A) | 81 - 71 | Sport Club       | Obras Sanitarias       | 29 de octubre  | 21:30 |
| Ferro (BA)      | 97 - 74 | Sport Club       | Héctor Etchart         | 31 de octubre  | 21:00 |
| Sport Club      | 80 - 88 | Ferro (BA)       | Florencio Varni        | 2 de noviembre | 20:00 |
| Estudiantes (O) | 73 - 56 | San Lorenzo (BA) | Parque Carlos Guerrero | 2 de noviembre | 20:30 |

| Ferro (BA) | 87 - 83 | San Lorenzo (A) | Héctor Etchart  | 7 de noviembre | 21:30 |
| Sport Club | 64 - 75 | Estudiantes (O) | Florencio Varni | 7 de noviembre | 21:30 |
| Sport Club | 78 - 81 | Estudiantes (O) | Florencio Varni | 9 de noviembre | 20:00 |

| San Lorenzo (A) | 68 - 65 | Ferro (BA)      | Obras Sanitarias | 11 de noviembre | 21:00 |
| Ferro (BA)      | 80 - 67 | Estudiantes (O) | Héctor Etchart   | 14 de noviembre | 21:00 |
| Sport Club      | 65 - 79 | Ferro (BA)      | Florencio Varni  | 16 de noviembre | 20:00 |

| San Lorenzo (A) | 78 - 72 | Estudiantes (O)  | Obras Sanitarias       | 17 de noviembre | 21:00 |
| San Lorenzo (A) | 76 - 60 | Sport Club       | Obras Sanitarias       | 19 de noviembre | 21:00 |
| Estudiantes (O) | 77 - 87 | Ferro (BA)       | Parque Carlos Guerrero | 19 de noviembre | 21:30 |
| Ferro (BA)      | 76 - 75 | Sport Club       | Héctor Etchart         | 21 de diciembre | 21:30 |
| Estudiantes (O) | 85 - 73 | San Lorenzo (BA) | Parque Carlos Guerrero | 23 de noviembre | 20:30 |

### División patagonia
| Equipo | Equipo                  | PJ | PG | PP | %V   |
| ------ | ----------------------- | -- | -- | -- | ---- |
| 1.°    | Monte Hermoso Básquet   | 12 | 9  | 3  | 75.0 |
| 2.°    | Huracán (Trelew)        | 12 | 8  | 4  | 66.6 |
| 3.°    | Ceferino Alianza Viedma | 12 | 4  | 8  | 33.3 |
| 4.°    | Hispano Americano       | 12 | 3  | 9  | 25.0 |

| Huracán (T)       | 77 - 75 | Monte Hermoso  | Atilio Viglione | 17 de octubre | 21:30 |
| Hispano Americano | 85 - 81 | Monte Hermoso  | Tito Wilson     | 19 de octubre | 20:00 |
| Huracán (T)       | 90 - 93 | Alianza Viedma | Atilio Viglione | 19 de octubre | 21:00 |

| Hispano Americano | 62 - 79 | Monte Hermoso     | Tito Wilson             | 21 de octubre | 21:15 |
| Alianza Viedma    | 79 - 85 | Huracán (T)       | Ángel Cayetano Arias    | 24 de octubre | 21:30 |
| Monte Hermoso     | 99 - 93 | Huracán (T)       | Polideportivo Municipal | 26 de octubre | 21:00 |
| Alianza Viedma    | 66 - 71 | Hispano Americano | Ángel Cayetano Arias    | 26 de octubre | 21:00 |

| Alianza Viedma    | 92 - 58 | Hispano Americano | Ángel Cayetano Arias    | 28 de octubre  | 21:30 |
| Monte Hermoso     | 76 - 65 | Alianza Viedma    | Polideportivo Municipal | 31 de octubre  | 21:00 |
| Hispano Americano | 70 - 73 | Huracán (T)       | Tito Wilson             | 31 de octubre  | 21:15 |
| Hispano Americano | 66 - 75 | Huracán (T)       | Tito Wilson             | 2 de noviembre | 20:00 |
| Alianza Viedma    | 75 - 90 | Monte Hermoso     | Ángel Cayetano Arias    | 2 de noviembre | 21:30 |

| Monte Hermoso  | 91 - 80 | Hispano Americano | Polideportivo Municipal | 7 de noviembre | 21:00 |
| Huracán (T)    | 74 - 77 | Alianza Viedma    | Atilio Viglione         | 7 de noviembre | 21:30 |
| Monte Hermoso  | 88 - 80 | Hispano Americano | Polideportivo Municipal | 9 de noviembre | 21:00 |
| Alianza Viedma | 63 - 67 | Huracán (T)       | Ángel Cayetano Arias    | 9 de noviembre | 21:30 |

| Monte Hermoso     | 82 - 77 | Huracán (T)    | Polideportivo Municipal | 11 de noviembre | 21:00 |
| Hispano Americano | 78 - 77 | Alianza Viedma | Tito Wilson             | 12 de noviembre | 21:15 |
| Hispano Americano | 72 - 74 | Alianza Viedma | Tito Wilson             | 14 de noviembre | 21:15 |
| Huracán (T)       | 85 - 79 | Monte Hermoso  | Atilio Viglione         | 16 de noviembre | 21:00 |

| Alianza Viedma | 69 - 79 | Monte Hermoso     | Ángel Cayetano Arias    | 18 de noviembre | 21:30 |
| Huracán (T)    | 74 - 72 | Hispano Americano | Atilio Viglione         | 21 de noviembre | 21:30 |
| Monte Hermoso  | 88 - 73 | Alianza Viedma    | Polideportivo Municipal | 23 de noviembre | 21:00 |
| Huracán (T)    | 78 - 71 | Hispano Americano | Atilio Viglione         | 23 de noviembre | 21:00 |

## Segunda fase

### Conferencia norte
| Equipo | Equipo                    | A       | PJ | PG | PP | %V   |
| ------ | ------------------------- | ------- | -- | -- | -- | ---- |
| 1.°    | Instituto                 | 4.5/1.5 | 22 | 18 | 4  | 80.4 |
| 2.°    | Villa Ángela Basket       | 4.0/2.0 | 22 | 14 | 8  | 64.3 |
| 3.°    | Unión (Santa Fe)          | 4.0/2.0 | 22 | 12 | 10 | 57.1 |
| 4.°    | Oberá Tenis Club          | 2.0/4.0 | 22 | 14 | 8  | 57.1 |
| 5.°    | Barrio Parque             | 2.0/4.0 | 22 | 13 | 9  | 53.6 |
| 6.°    | San Isidro                | 4.0/2.0 | 22 | 10 | 12 | 50.0 |
| 7.°    | Echagüe                   | 2.5/3.5 | 22 | 11 | 11 | 48.2 |
| 8.°    | Sarmiento                 | 3.0/3.0 | 22 | 10 | 12 | 46.4 |
| 9.°    | BHY Tiro Federal Morteros | 1.5/4.5 | 22 | 9  | 13 | 37.5 |
| 10.°   | UNCAus                    | 3.0/3.0 | 22 | 7  | 15 | 35.7 |
| 11.°   | Tomás de Rocamora         | 3.0/3.0 | 22 | 7  | 15 | 35.7 |
| 12.°   | La Unión (Colón)          | 2.5/3.5 | 22 | 7  | 15 | 33.9 |

|  | Disputa un enfrentamiento clasificatorio al segundo ascenso y avanza a los cuartos de final de conferencia. |
|  | Avanza a los cuartos de final de conferencia.                                                               |
|  | Avanza a la fase previa de conferencia.                                                                     |

| BHY Tiro Federal Morteros | 98 - 80 | Echagüe             | Estadio Blanco          | 30 de noviembre | 21:00 |
| San Isidro                | 79 - 84 | La Unión (C)        | Severo Robledo          | 30 de noviembre | 21:30 |
| UNCAus                    | 64 - 74 | Instituto           | Arena UNCAus            | 30 de noviembre | 22:00 |
| Villa Ángela Basket       | 81 - 88 | Instituto           | Carlos Lobera           | 2 de diciembre  | 22:00 |
| BHY Tiro Federal Morteros | 89 - 84 | La Unión (C)        | Estadio Blanco          | 2 de diciembre  | 22:00 |
| Sarmiento                 | 92 - 93 | San Isidro          | Alejo Gronda            | 3 de diciembre  | 21:30 |
| Oberá TC                  | 74 - 68 | UNCAus              | Oberá TC                | 3 de diciembre  | 21:30 |
| Tomás de Rocamora         | 96 - 73 | La Unión (C)        | Julio César Paccagnella | 5 de diciembre  | 21:30 |
| Oberá TC                  | 98 - 89 | San Isidro          | Oberá TC                | 5 de diciembre  | 21:30 |
| Barrio Parque             | 82 - 80 | Villa Ángela Basket | Teatro del Parque       | 5 de diciembre  | 21:30 |
| BHY Tiro Federal Morteros | 79 - 75 | Unión (SF)          | Estadio Blanco          | 5 de diciembre  | 22:00 |
| Instituto                 | 87 - 75 | Villa Ángela Basket | Ángel Sandrin           | 7 de diciembre  | 21:00 |

| Tomás de Rocamora   | 71 - 89  | Oberá TC                  | Julio César Paccagnella | 8 de diciembre  | 21:00 |
| La Unión (C)        | 70 - 66  | Echagüe                   | Carlos Delasoie         | 8 de diciembre  | 21:30 |
| San Isidro          | 82 - 84  | Unión (SF)                | Severo Robledo          | 9 de diciembre  | 21:30 |
| La Unión (C)        | 89 - 84  | Oberá TC                  | Carlos Delasoie         | 10 de diciembre | 21:30 |
| Bario Parque        | 84 - 65  | Sarmiento                 | Teatro del Parque       | 10 de diciembre | 21:30 |
| UNCAus              | 97 - 68  | BHY Tiro Federal Morteros | Arena UNCAus            | 10 de diciembre | 22:00 |
| Echagüe             | 78 - 79  | San Isidro                | Luis Butta              | 12 de diciembre | 21:30 |
| Barrio Parque       | 65 - 69  | Tomás de Rocamora         | Teatro del Parque       | 12 de diciembre | 21:30 |
| Instituto           | 87 - 54  | Sarmiento                 | Ángel Sandrin           | 12 de diciembre | 21:30 |
| Villa Ángela Basket | 100 - 66 | BHY Tiro Federal Morteros | Carlos Lobera           | 12 de diciembre | 22:00 |
| Instituto           | 78 - 66  | Tomás de Rocamora         | Ángel Sandrin           | 14 de diciembre | 21:00 |

| Echagüe                   | 68 - 67 | UNCAus              | Luis Butta              | 15 de diciembre | 21:00 |
| Unión (SF)                | 79 - 84 | Villa Ángela Basket | Ángel Malvicino         | 16 de diciembre | 21:30 |
| Oberá TC                  | 87 - 83 | Barrio Parque       | Oberá TC                | 17 de diciembre | 21:30 |
| Tomas de Rocamora         | 73 - 74 | Instituto           | Julio César Paccagnella | 17 de diciembre | 21:30 |
| La Unión (C)              | 78 - 79 | UNCAus              | Carlos Delasoie         | 17 de diciembre | 21:30 |
| San Isidro                | 92 - 83 | Villa Ángela Basket | Severo Robledo          | 18 de diciembre | 21:30 |
| Sarmiento                 | 84 - 81 | Barrio Parque       | Alejo Gronda            | 19 de diciembre | 21:30 |
| La Unión (C)              | 76 - 79 | Instituto           | Carlos Delasoie         | 19 de diciembre | 21:30 |
| Tomás de Rocamora         | 66 - 88 | UNCAus              | Julio Paccagnella       | 19 de diciembre | 21:30 |
| Oberá TC                  | 84 - 69 | Echagüe             | Oberá TC                | 19 de diciembre | 21:30 |
| BHY Tiro Federal Morteros | 88 - 83 | Villa Ángela Basket | Estadio Blanco          | 20 de diciembre | 21:00 |
| Unión (SF)                | 90 - 71 | San Isidro          | Ángel Malvicino         | 21 de diciembre | 21:00 |
| Sarmiento                 | 85 - 84 | Echagüe             | Alejo Gronda            | 21 de diciembre | 21:30 |

| Echagüe             | 68 - 64  | Tomás de Rocamora         | Luis Butta        | 5 de enero  | 21:00 |
| Sarmiento           | 89 - 88  | Oberá TC                  | Alejo Gronda      | 7 de enero  | 21:30 |
| Unión (SF)          | 97 - 74  | Tomás de Rocamora         | Ángel Malvicino   | 7 de enero  | 21:30 |
| Barrio Parque       | 81 - 61  | BHY Tiro Federal Morteros | Teatro del Parque | 7 de enero  | 21:30 |
| UNCAus              | 68 - 66  | San Isidro                | Arena UNCAus      | 7 de enero  | 22:00 |
| Barrio Parque       | 67 - 65  | Echagüe                   | Teatro del Parque | 9 de enero  | 21:30 |
| Instituto           | 81 - 76  | BHY Tiro Federal Morteros | Ángel Sandrín     | 9 de enero  | 21:30 |
| UNCAus              | 78 - 80  | Oberá TC                  | Arena UNCAus      | 9 de enero  | 22:00 |
| Villa Ángela Basket | 80 - 71  | San Isidro                | Carlos Lobera     | 9 de enero  | 22:00 |
| La Unión (C)        | 79 - 86  | Unión (SF)                | Carlos Delasoie   | 10 de enero | 21:30 |
| Instituto           | 75 - 60  | Echagüe                   | Ángel Sandrín     | 11 de enero | 21:00 |
| Villa Ángela Basket | 102 - 99 | Oberá TC                  | Carlos Lobera     | 11 de enero | 22:00 |

| Tomás de Rocamora         | 88 - 71  | Unión (SF)                | Julio Paccagnella | 12 de enero | 21:30 |
| UNCAus                    | 71 - 72  | Sarmiento                 | Arena UNCAus      | 12 de enero | 22:00 |
| Villa Ángela Basket       | 79 - 71  | Barrio Parque             | Carlos Lobera     | 14 de enero | 22:00 |
| San Isidro                | 71 - 74  | Instituto                 | Severo Robledo    | 15 de enero | 21:30 |
| Unión (SF)                | 77 - 68  | Sarmiento                 | Ángel Malvicino   | 15 de enero | 21:30 |
| BHY Tiro Federal Morteros | 80 - 86  | Tomás de Rocamora         | Estadio Blanco    | 15 de enero | 22:00 |
| UNCAus                    | 83 - 91  | Barrio Parque             | Arena UNCAus      | 16 de enero | 22:00 |
| Unión (SF)                | 86 - 69  | La Unión (C)              | Ángel Malvicino   | 17 de enero | 21:00 |
| San Isidro                | 81 - 70  | Tomás de Rocamora         | Severo Robledo    | 17 de enero | 21:30 |
| Echagüe                   | 97 - 65  | Sarmiento                 | Luis Butta        | 17 de enero | 21:30 |
| Oberá TC                  | 95 - 85  | BHY Tiro Federal Morteros | Oberá TC          | 18 de enero | 21:30 |
| UNCAus                    | 96 - 102 | Villa Ángela Basket       | Arena UNCAus      | 18 de enero | 22:00 |

| Echagüe             | 90 - 75 | La Unión (C)              | Luis Butta        | 19 de enero | 21:00 |
| Sarmiento           | 81 - 75 | BHY Tiro Federal Morteros | Alejo Gronda      | 20 de enero | 21:30 |
| Oberá TC            | 92 - 90 | Unión (SF)                | Oberá TC          | 20 de enero | 21:30 |
| Barrio Parque       | 86 - 80 | UNCAus                    | Teatro del Parque | 21 de enero | 21:30 |
| Sarmiento           | 77 - 82 | Unión (SF)                | Alejo Gronda      | 22 de enero | 21:30 |
| Instituto           | 95 - 48 | UNCAus                    | Ángel Sandrín     | 23 de enero | 21:30 |
| Echagüe             | 86 - 75 | Barrio Parque             | Luis Butta        | 24 de enero | 21:30 |
| La Unión (C)        | 88 - 91 | San Isidro                | Carlos Delasoie   | 24 de enero | 21:30 |
| Villa Ángela Basket | 85 - 84 | Sarmiento                 | Carlos Lobera     | 25 de enero | 22:00 |

| Unión (SF)                | 78 - 83 | Barrio Parque       | Ángel Malvicino   | 26 de enero  | 21:30 |
| Tomás de Rocamora         | 81 - 98 | San Isidro          | Julio Paccagnella | 26 de enero  | 21:30 |
| BHY Tiro Federal Morteros | 70 - 63 | Instituto           | Estadio Blanco    | 27 de enero  | 22:00 |
| Villa Ángela Basket       | 92 - 90 | La Unión (C)        | Carlos Lobera     | 27 de enero  | 22:00 |
| Echagüe                   | 86 - 89 | Oberá TC            | Luis Butta        | 28 de enero  | 21:00 |
| UNCAus                    | 62 - 78 | La Unión (C)        | UNCAus            | 29 de enero  | 22:00 |
| Unión (SF)                | 94 - 82 | Oberá TC            | Ángel Malvicino   | 30 de enero  | 21:30 |
| Echagüe                   | 92 - 70 | Villa Ángela Basket | Luis Butta        | 30 de enero  | 21:30 |
| BHY Tiro Federal Morteros | 88 - 93 | Barrio Parque       | Estadio Blanco    | 30 de enero  | 22:00 |
| Tomás de Rocamora         | 81 - 91 | Villa Ángela Basket | Julio Paccagnella | 1 de febrero | 21:00 |
| Sarmiento                 | 58 - 71 | Instituto           | Alejo Gronda      | 1 de febrero | 21:30 |

| Oberá TC            | 83 - 87  | Instituto                 | Oberá TC          | 3 de febrero | 21:30 |
| San Isidro          | 72 - 77  | BHY Tiro Federal Morteros | Severo Robledo    | 3 de febrero | 21:30 |
| La Unión (C)        | 78 - 85  | Villa Ángela Basket       | Carlos Delasoie   | 3 de febrero | 21:30 |
| UNCAus              | 73 - 59  | Echagüe                   | Arena UNCAus      | 4 de febrero | 22:00 |
| Sarmiento           | 95 - 82  | La Unión (C)              | Alejo Gronda      | 6 de febrero | 21:30 |
| Barrio Parque       | 101 - 73 | San Isidro                | Teatro del Parque | 6 de febrero | 21:30 |
| Villa Ángela Basket | 84 - 89  | Echagüe                   | Carlos Lobera     | 6 de febrero | 22:00 |
| Unión (SF)          | 61 - 60  | UNCAus                    | Ángel Malvicino   | 7 de febrero | 21:00 |
| Instituto           | 93 - 73  | Barrio Parque             | Ángel Sandrín     | 8 de febrero | 21:00 |
| Oberá TC            | 99 - 95  | La Unión (C)              | Oberá TC          | 8 de febrero | 21:30 |
| Sarmiento           | 77 - 66  | Tomás de Rocamora         | Alejo Gronda      | 8 de febrero | 21:30 |

| San Isidro                | 71 - 55  | UNCAus            | Severo Robledo    | 9 de febrero  | 21:30 |
| Oberá TC                  | 82 - 75  | Tomás de Rocamora | Oberá TC          | 10 de febrero | 21:30 |
| Barrio Parque             | 100 - 94 | Instituto         | Teatro del Parque | 11 de febrero | 21:30 |
| BHY Tiro Federal Morteros | 65 - 76  | UNCAus            | Estadio Blanco    | 11 de febrero | 22:00 |
| Unión (SF)                | 75 - 85  | Echagüe           | Ángel Malvicino   | 12 de febrero | 21:30 |
| San Isidro                | 80 - 90  | Sarmiento         | Severo Robledo    | 13 de febrero | 21:30 |
| BHY Tiro Federal Morteros | 71 - 56  | Sarmiento         | Estadio Blanco    | 15 de febrero | 21:00 |
| San Isidro                | 88 - 90  | Oberá TC          | Severo Robledo    | 15 de febrero | 21:30 |
| Villa Ángela Basket       | 89 - 85  | Unión (SF)        | Carlos Lobera     | 15 de febrero | 21:30 |

| BHY Tiro Federal Morteros | 88 - 75 | Oberá TC                  | Estadio Blanco    | 17 de febrero | 22:00 |
| UNCAus                    | 75 - 79 | Unión (SF)                | Arena UNCAus      | 17 de febrero | 22:00 |
| Tomás de Rocamora         | 82 - 84 | Barrio Parque             | Julio Paccagnella | 18 de febrero | 21:30 |
| Instituto                 | 90 - 78 | San Isidro                | Ángel Sandrin     | 20 de febrero | 21:30 |
| Tomás de Rocamora         | 68 - 56 | BHY Tiro Federal Morteros | Julio Paccagnella | 20 de febrero | 21:30 |
| La Unión (C)              | 86 - 88 | Barrio Parque             | Carlos Delasoie   | 20 de febrero | 21:30 |
| Sarmiento                 | 76 - 70 | UNCAus                    | Alejo Gronda      | 20 de febrero | 21:30 |
| Echagüe                   | 75 - 73 | Unión (SF)                | Luis Butta        | 21 de febrero | 21:30 |
| La Unión (C)              | 83 - 78 | BHY Tiro Federal Morteros | Carlos Delasoie   | 22 de febrero | 21:30 |

| Echagüe             | 79 - 67 | Instituto           | Luis Butta        | 23 de febrero | 21:00 |
| San Isidro          | 84 - 67 | Barrio Parque       | Severo Robledo    | 24 de febrero | 21:30 |
| Villa Ángela Basket | 86 - 75 | Tomás de Rocamora   | Carlos Lobera     | 24 de febrero | 22:00 |
| Oberá TC            | 72 - 65 | Sarmiento           | Oberá TC          | 25 de febrero | 21:30 |
| Unión (SF)          | 77 - 73 | Instituto           | Ángel Malvicino   | 26 de febrero | 21:30 |
| UNCAus              | 69 - 66 | Tomás de Rocamora   | Arena UNCAus      | 26 de febrero | 22:00 |
| Barrio Parque       | 83 - 79 | La Unión (C)        | Teatro del Parque | 27 de febrero | 21:30 |
| Sarmiento           | 78 - 77 | Villa Ángela Basket | Alejo Gronda      | 28 de febrero | 21:30 |
| Instituto           | 73 - 68 | La Unión (C)        | Ángel Sandrín     | 1 de marzo    | 21:00 |
| San Isidro          | 76 - 73 | Echagüe             | Severo Robledo    | 1 de marzo    | 21:30 |

| Unión (SF)                | 59 - 69  | BHY Tiro Federal Morteros | Ángel Malvicino         | 2 de marzo | 21:30 |
| Oberá TC                  | 97 - 99  | Villa Ángela Basket       | Oberá TC                | 2 de marzo | 21:30 |
| Echagüe                   | 98 - 81  | BHY Tiro Federal Morteros | Luis Butta              | 4 de marzo | 21:00 |
| La Unión (C)              | 86 - 73  | Tomás de Rocamora         | Carlos Delasoie         | 4 de marzo | 21:30 |
| Instituto                 | 101 - 66 | Oberá TC                  | Ángel Sandrín           | 7 de marzo | 21:30 |
| Tomás de Rocamora         | 85 - 69  | Sarmiento                 | Julio César Paccagnella | 7 de marzo | 21:30 |
| Barrio Parque             | 65 - 75  | Unión (SF)                | El Teatro del Parque    | 7 de marzo | 21:30 |
| Tomás de Rocamora         | 94 - 90  | Echagüe                   | Julio César Paccagnella | 9 de marzo | 21:30 |
| BHY Tiro Federal Morteros | 77 - 85  | San Isidro                | Vide Tealdi             | 9 de marzo | 21:30 |
| Instituto                 | 109 - 74 | Unión (SF)                | Ángel Sandrín           | 9 de marzo | 21:30 |
| La Unión (C)              | 82 - 72  | Sarmiento                 | Carlos Delasoie         | 9 de marzo | 21:30 |
| Barrio Parque             | 80 - 83  | Oberá TC                  | Teatro del Parque       | 9 de marzo | 21:30 |
| Villa Ángela Basket       | 86 - 76  | UNCAus                    | Carlos Lobera           | 9 de marzo | 21:30 |

### Conferencia sur
| Equipo | Equipo                     | A       | PJ | PG | PP | %V   |
| ------ | -------------------------- | ------- | -- | -- | -- | ---- |
| 1.°    | 9 de Julio (RT)1           | 5.5/0.5 | 22 | 15 | 7  | 73.2 |
| 2.°    | Ferro Carril Oeste 1       | 4.5/1.5 | 22 | 16 | 6  | 73.2 |
| 3.°    | Monte Hermoso Básquet      | 4.5/1.5 | 22 | 15 | 7  | 69.6 |
| 4.°    | Estudiantes (Olavarría)    | 3.0/3.0 | 22 | 14 | 8  | 60.7 |
| 5.°    | Hispano Americano          | 1.5/4.5 | 22 | 13 | 9  | 51.8 |
| 6.°    | Huracán (Trelew)           | 4.0/2.0 | 22 | 10 | 12 | 50.0 |
| 7.°    | Banda Norte                | 3.5/2.5 | 22 | 10 | 12 | 48.2 |
| 8.°    | San Lorenzo (BA)           | 4.0/2.0 | 22 | 9  | 13 | 46.4 |
| 9.°    | Unión GEPU-Española        | 2.5/3.5 | 22 | 10 | 12 | 44.6 |
| 10.°   | Ceferino Alianza           | 2.0/4.0 | 22 | 10 | 12 | 42.9 |
| 11.°   | Sport Club Cañadense       | 0.5/5.5 | 22 | 7  | 15 | 26.8 |
| 12.°   | Anzorena Ciudad de Mendoza | 0.5/5.5 | 22 | 3  | 19 | 12.5 |

|  | Disputa un enfrentamiento clasificatorio al segundo ascenso y avanza a los cuartos de final de conferencia. |
|  | Avanza a los cuartos de final de conferencia.                                                               |
|  | Avanza a la fase previa de conferencia.                                                                     |

1: 9 de Julio sale favorecido en el desempate al haber ganado la serie ante Ferro 157 a 144, ganando 86 a 70 como local y perdiendo 74 a 71 como visitante.
| Ferro (BA)        | 69 - 62 | Estudiantes (O)  | Héctor Etchart       | 30 de noviembre | 17:00 |
| Hispano Americano | 78 - 60 | Huracán (T)      | Tito Wilson          | 30 de noviembre | 20:00 |
| Anzorena          | 77 - 85 | Sport Club       | Roberto Gutiérrez    | 30 de noviembre | 21:00 |
| San Lorenzo (A)   | 78 - 74 | Estudiantes (O)  | Obras Sanitarias     | 2 de diciembre  | 21:00 |
| GEPU-Española     | 83 - 76 | Sport Club       | Ave Fénix            | 2 de diciembre  | 21:30 |
| 9 de Julio        | 84 - 63 | Monte Hermoso    | José Albert          | 2 de diciembre  | 22:00 |
| Anzorena          | 85 - 86 | Ferro (BA)       | Roberto Gutiérrez    | 3 de diciembre  | 21:30 |
| Hispano Americano | 97 - 72 | Estudiantes (O)  | Tito Wilson          | 4 de diciembre  | 21:15 |
| Banda Norte       | 61 - 69 | Monte Hermoso    | Banda Norte          | 4 de diciembre  | 21:30 |
| GEPU-Española     | 58 - 66 | Ferro (BA)       | Ave Fénix            | 5 de diciembre  | 21:30 |
| 9 de Julio        | 95 - 83 | San Lorenzo (BA) | José Albert          | 5 de diciembre  | 22:00 |
| Alianza Viedma    | 99 - 97 | Anzorena         | Ángel Cayetano Arias | 6 de diciembre  | 21:30 |
| Banda Norte       | 76 - 72 | San Lorenzo (A)  | Banda Norte          | 7 de diciembre  | 21:30 |

| Huracán (T)       | 91 - 81  | Anzorena          | Atilio Viglione         | 8 de diciembre  | 21:00 |
| Monte Hermoso     | 87 - 81  | Alianza Viedma    | Polideportivo Municipal | 9 de diciembre  | 21:30 |
| Sport Club        | 77 - 60  | GEPU-Española     | Florencio Varni         | 9 de diciembre  | 21:30 |
| Huracán (T)       | 75 - 76  | Hispano Americano | Atilio Viglione         | 10 de diciembre | 21:00 |
| 9 de Julio        | 80 - 72  | Banda Norte       | José Albert             | 10 de diciembre | 22:00 |
| Ferro (BA)        | 68 - 64  | GEPU-Española     | Héctor Etchart          | 11 de diciembre | 21:00 |
| Estudiantes (O)   | 80 - 68  | Alianza Viedma    | Carlos Guerrero         | 11 de diciembre | 21:30 |
| Huracán (T)       | 88 - 78  | Sport Club        | Atilio Viglione         | 12 de diciembre | 21:30 |
| San Lorenzo (A)   | 79 - 67  | GEPU-Española     | Obras Sanitarias        | 13 de diciembre | 21:00 |
| Hispano Americano | 102 - 96 | Ferro (BA)        | Tito Wilson             | 14 de diciembre | 20:00 |
| Anzorena          | 78 - 91  | Banda Norte       | Roberto Gutiérrez       | 14 de diciembre | 21:00 |
| Alianza Viedma    | 89 - 87  | Sport Club        | Ángel Cayetano Arias    | 14 de diciembre | 21:30 |

| Monte Hermoso     | 78 - 69   | Huracán (T)     | Polideportivo Municipal | 15 de diciembre | 21:00 |
| Estudiantes (O)   | 76 - 69   | 9 de Julio      | Carlos Guerrero         | 15 de diciembre | 21:30 |
| GEPU-Española     | 84 - 51   | Banda Norte     | Ave Fénix               | 16 de diciembre | 21:30 |
| Monte Hermoso     | 79 - 75   | 9 de Julio      | Polideportivo Municipal | 17 de diciembre | 21:00 |
| Hispano Americano | 98 - 80   | Anzorena        | Tito Wilson             | 17 de diciembre | 21:15 |
| Ceferino AV       | 87 - 79   | Huracán (T)     | Ángel Cayetano Arias    | 17 de diciembre | 21:30 |
| Sport Club        | 107 - 113 | San Lorenzo (A) | Florencio Varni         | 17 de diciembre | 21:30 |
| Monte Hermoso     | 77 - 71   | Ferro (BA)      | Polideportivo Municipal | 19 de diciembre | 21:00 |
| Ceferino AV       | 69 - 93   | 9 de Julio      | Ángel Cayetano Arias    | 19 de diciembre | 21:30 |
| GEPU-Española     | 62 - 71   | Estudiantes (O) | Ave Fénix               | 19 de diciembre | 21:30 |
| Huracán (T)       | 85 - 60   | 9 de Julio      | Atilio Viglione         | 21 de diciembre | 21:00 |
| Anzorena          | 66 - 81   | Estudiantes (O) | Roberto Gutiérrez       | 21 de diciembre | 21:00 |
| Ceferino AV       | 59 - 74   | Ferro (BA)      | Ángel Cayetano Arias    | 21 de diciembre | 21:30 |

| Banda Norte     | 94 - 69  | GEPU-Española     | Banda Norte             | 4 de enero  | 20:00 |
| San Lorenzo (A) | 98 - 94  | Ferro (BA)        | Obras Sanitarias        | 5 de enero  | 21:00 |
| 9 de Julio      | 82 - 71  | GEPU-Española     | José Albert             | 6 de enero  | 22:00 |
| Ferro (BA)      | 99 - 69  | Anzorena          | Héctor Etchart          | 7 de enero  | 21:30 |
| Monte Hermoso   | 86 - 68  | Hispano Americano | Polideportivo Municipal | 7 de enero  | 21:45 |
| Ceferino AV     | 102 - 77 | Hispano Americano | Ángel Cayetano Arias    | 9 de enero  | 21:30 |
| Banda Norte     | 96 - 80  | Sport Club        | Banda Norte             | 9 de enero  | 21:30 |
| Estudiantes (O) | 88 - 71  | Huracán (T)       | Carlos Guerrero         | 9 de enero  | 21:30 |
| San Lorenzo (A) | 95 - 79  | Anzorena          | Obras Sanitarias        | 9 de enero  | 21:30 |
| Ferro (BA)      | 84 - 64  | Huracán (T)       | Héctor Etchart          | 11 de enero | 20:00 |
| 9 de Julio      | 86 - 84  | Sport Club        | José Albert             | 11 de enero | 22:00 |

| GEPU-Española     | 85 - 64 | Monte Hermoso   | Ave Fénix               | 12 de enero | 21:30 |
| San Lorenzo (A)   | 80 - 93 | 9 de Julio      | Obras Sanitarias        | 14 de enero | 21:00 |
| Huracán (T)       | 81 - 72 | Estudiantes (O) | Atilio Viglione         | 14 de enero | 21:30 |
| Anzorena          | 71 - 80 | Monte Hermoso   | Roberto Gutiérrez       | 14 de enero | 21:30 |
| Hispano Americano | 83 - 66 | Banda Norte     | Tito Wilson             | 16 de enero | 21:15 |
| Ceferino AV       | 62 - 71 | Estdiantes (O)  | Ángel Cayetano Arias    | 16 de enero | 21:30 |
| Ferro (BA)        | 74 - 71 | 9 de Julio      | Héctor Etchart          | 16 de enero | 21:30 |
| Hispano Americano | 70 - 74 | 9 de Julio      | Tito Wilson             | 18 de enero | 20:00 |
| GEPU-Española     | 76 - 61 | Anzorena        | Ave Fénix               | 18 de enero | 21:00 |
| Monte Hermoso     | 66 - 76 | Estudiantes (O) | Polideportivo Municipal | 18 de enero | 21:45 |

| Sport Club      | 71 - 83  | Ceferino AV       | Florencio Varni   | 19 de enero | 21:30 |
| San Lorenzo (A) | 87 - 96  | Huracán (T)       | Obras Sanitarias  | 20 de enero | 21:00 |
| Ferro (BA)      | 77 - 84  | Ceferino AV       | Héctor Etchart    | 21 de enero | 21:00 |
| Anzorena        | 70 - 77  | Hispano Americano | Roberto Gutiérrez | 22 de enero | 21:30 |
| Sport Club      | 110 - 86 | Huracán (T)       | Florencio Varni   | 22 de enero | 21:30 |
| San Lorenzo (A) | 88 - 83  | Ceferino AV       | Obras Sanitarias  | 23 de enero | 21:00 |
| Banda Norte     | 68 - 55  | Ferro (BA)        | Banda Norte       | 24 de enero | 21:30 |
| GEPU-Española   | 66 - 68  | Hispano Americano | Ave Fénix         | 24 de enero | 21:30 |
| Sport Club      | 103 - 83 | Anzorena          | Florencio Varni   | 25 de enero | 20:00 |

| Estudiantes (O)   | 86 - 73  | San Lorenzo (A) | Carlos Guerrero         | 26 de enero | 21:30 |
| 9 de Julio        | 86 - 70  | Ferro (BA)      | José Albert             | 26 de enero | 22:00 |
| Banda Norte       | 99 - 93  | Anzorena        | Banda Norte             | 27 de enero | 21:30 |
| Monte Hermoso     | 72 - 64  | San Lorenzo (A) | Polideportivo Municipal | 28 de enero | 21:00 |
| Hispano Americano | 82 - 83  | GEPU-Española   | Tito Wilson             | 28 de enero | 21:15 |
| Estudiantes (O)   | 100 - 77 | Sport Club      | Carlos Guerrero         | 28 de enero | 21:30 |
| Monte Hermoso     | 87 - 64  | Sport Club      | Polideportivo Municipal | 30 de enero | 21:00 |
| Ceferino AV       | 85 - 80  | Banda Norte     | Ángel Cayetano Arias    | 30 de enero | 21:30 |
| Ferro (BA)        | 86 - 85  | San Lorenzo     | Héctor Etchart          | 1 de enero  | 20:00 |
| Huracán (T)       | 80 - 74  | Banda Norte     | Atilio Viglione         | 1 de enero  | 21:00 |
| Anzorena          | 86 - 77  | GEPU-Española   | Roberto Gutiérrez       | 1 de enero  | 21:00 |

| Sport Club      | 68 - 76 | 9 de Julio        | Florencio Varni         | 2 de febrero | 21:30 |
| Ceferino AV     | 86 - 94 | Monte Hermoso     | Ángel Cayetano Arias    | 2 de febrero | 21:30 |
| San Lorenzo (A) | 83 - 85 | Hispano Americano | Obras Sanitarias        | 4 de febrero | 21:00 |
| GEPU-Española   | 82 - 76 | Hurácan (T)       | Ave Fénix               | 4 de febrero | 21:30 |
| Estudiantes (O) | 58 - 64 | Monte Hermoso     | Carlos Guerrero         | 4 de febrero | 21:30 |
| Sport Club      | 71 - 75 | Ferro (BA)        | Florencio Varni         | 4 de febrero | 21:30 |
| Anzorena        | 87 - 79 | Huracán (T)       | Roberto Gutiérrez       | 6 de enero   | 21:30 |
| Banda Norte     | 94 - 74 | Ceferino AV       | Banda Norte             | 6 de enero   | 21:30 |
| Estudiantes (O) | 75 - 87 | Hispano Americano | Carlos Guerrero         | 6 de enero   | 21:30 |
| Monte Hermoso   | 78 - 90 | GEPU-Española     | Polideportivo Municipal | 7 de febrero | 21:00 |
| 9 de Julio      | 93 - 69 | Ceferino AV       | José Albert             | 8 de febrero | 22:00 |

| Sport Club        | 68 - 67  | Banda Norte       | Florencio Varni   | 8 de febrero  | 21:00 |
| Estudiantes (O)   | 80 - 79  | GEPU-Española     | Carlos Guerrero   | 9 de febrero  | 21:30 |
| Hispano Americano | 88 - 90  | Ceferino AV       | Tito Wilson       | 10 de febrero | 21:00 |
| San Lorenzo (A)   | 69 - 64  | Banda Norte       | Obras Sanitarias  | 10 de febrero | 21:00 |
| Anzorena          | 73 - 100 | 9 de Julio        | Roberto Gutiérrez | 11 de febrero | 21:30 |
| Ferro (BA)        | 86 - 80  | Banda Norte       | Héctor Etchart    | 12 de febrero | 21:30 |
| Huracán (T)       | 86 - 80  | Ceferino AV       | Atilio Viglione   | 12 de febrero | 21:30 |
| GEPU-Española     | 69 - 67  | 9 de Julio        | Ave Fénix         | 13 de febrero | 21:00 |
| Sport Club        | 74 - 79  | Hispano Americano | Florencio Varni   | 13 de febrero | 21:00 |
| Huracán (T)       | 98 - 90  | San Lorenzo (A)   | Atilio Viglione   | 14 de febrero | 21:30 |
| Ferro (BA)        | 76 - 60  | Hispano Americano | Héctor Etchart    | 15 de febrero | 20:00 |

| Ceferino AV       | 86 - 87  | San Lorenzo (A) | Ángel Cayetano Arias    | 16 de febrero | 21:30 |
| Monte Hermoso     | 80 - 72  | Anzorena        | Polideportivo Municipal | 16 de febrero | 21:30 |
| Banda Norte       | 71 - 62  | Huracán (T)     | Banda Norte             | 17 de febrero | 21:30 |
| Estudiantes (O)   | 103 - 86 | Anzorena        | Carlos Guerrero         | 18 de febrero | 21:30 |
| 9 de Julio        | 92 - 96  | Huracán (T)     | José Albert             | 19 de febrero | 22:00 |
| San Lorenzo (A)   | 82 - 83  | Sport Club      | Obras Sanitarias        | 20 de febrero | 21:00 |
| Hispano Americano | 71 - 65  | Monte Hermoso   | Tito Wilson             | 20 de febrero | 21:00 |
| Banda Norte       | 87 - 82  | 9 de Julio      | Banda Norte             | 22 de febrero | 20:00 |
| Ferro (BA)        | 71 - 56  | Sport Club      | Héctor Etchart          | 22 de febrero | 20:00 |
| Huracán (T)       | 58 - 75  | Monte Hermoso   | Atilio Viglione         | 22 de febrero | 21:00 |

| Hispano Americano | 78 - 77 | Sport Club        | Tito Wilson             | 24 de febrero | 21:15 |
| GEPU-Española     | 82 - 80 | San Lorenzo (A)   | Ave Fénix               | 24 de febrero | 21:30 |
| Monte Hermoso     | 64 - 46 | Banda Norte       | Polideportivo Municipal | 25 de febrero | 21:00 |
| Estudiantes (O)   | 61 - 85 | Ferro (BA)        | Carlos Guerrero         | 25 de febrero | 21:00 |
| Anzorena          | 93 - 85 | San Lorenzo (A)   | Roberto Gutiérrez       | 26 de febrero | 21:30 |
| Estudiantes (O)   | 83 - 76 | Banda Norte       | Carlos Guerrero         | 27 de febrero | 21:30 |
| Huracán (T)       | 83 - 66 | GEPU-Española     | Atilio Viglione         | 1 de marzo    | 21:00 |
| 9 de Julio        | 81 - 69 | Hispano Americano | José Albert             | 1 de marzo    | 22:00 |

| San Lorenzo (A)   | 64 - 69 | Monte Hermoso     | Obras Sanitarias     | 3 de marzo   | 21:00 |
| Ceferino AV       | 79 - 63 | GEPU-Española     | Ángel Cayetano Arias | 3 de marzo   | 21:30 |
| Banda Norte       | 79 - 76 | Hispano Americano | Banda Norte          | 3 de marzo   | 22:00 |
| Sport Club        | 68 - 77 | Estudiantes (O)   | Florencio Varni      | 4 de febrero | 21:30 |
| Ferro (BA)        | 81 - 77 | Monte Hermoso     | Héctor Etchart       | 5 de marzo   | 21:00 |
| Anzorena          | 66 - 76 | Ceferino AV       | Roberto Gutiérrez    | 6 de marzo   | 21:30 |
| 9 de Julio        | 77 - 66 | Estudiantes (O)   | José Albert          | 6 de marzo   | 22:00 |
| Sport Club        | 86 - 80 | Monte Hermoso     | Florencio Varni      | 8 de marzo   | 21:30 |
| Hispano Americano | 75 - 90 | San Lorenzo (A)   | Tito Wilson          | 8 de marzo   | 21:30 |
| GEPU-Española     | 87 - 71 | Ceferino AV       | Ave Fénix            | 8 de marzo   | 21:30 |
| Huracán (T)       | 74 - 78 | Ferro (BA)        | Atilio Viglione      | 8 de marzo   | 21:30 |
| 9 de Julio        | 91 - 82 | Anzorena          | José Albert          | 8 de marzo   | 21:30 |

### Definición del mejor equipo de la temporada regular
El mejor equipo de la temporada regular obtendrá la posibilidad de disputar el segundo ascenso ante el subcampeón nacional. Si el campeón es también el ganador de la fase regular, el segundo ascenso se define entre el subcampeón del TNA y el segundo de la fase regular, si es el mismo equipo, automáticamente asciende. Si el ganador de la fase regular sale subcampeón del TNA, automáticamente pasa a ser el segundo ascendido.
| 13 de marzo, 21:30 | 9 de Julio (RT)                                                  | 65–71                | Instituto                                                    | Río Tercero                                                             |  |  |
|                    | Parciales: 12 - 15, 14 - 17, 19 - 21, 20 - 18                    |                      |                                                              |                                                                         |  |  |
|                    | Estadísticas Eduardo Spalla 24 Eduardo Spalla 8 Gastón Luchino 4 | Reporte Pts Reb Asts | Estadísticas 22 Scott Cutley 10 Germán Sciutto 5 Pablo Bruna | Pabellón: Estadio José Albert Árbitros: * Javier Sánchez * Sergio López |  |  |
| Serie: 0 - 1       |                                                                  |                      |                                                              |                                                                         |  |  |
|                    |                                                                  |                      |                                                              |                                                                         |  |  |

| 16 de marzo, 21:00 | Instituto                                                         | 64–58                | 9 de Julio (RT)                                                | Córdoba                                                                     |  |  |
|                    | Parciales: 19 - 13, 17 - 11, 12 - 21, 16 - 13                     |                      |                                                                |                                                                             |  |  |
|                    | Estadísticas Emiliano Martina 18 Emiliano Martina 7 Pablo Bruna 6 | Reporte Pts Reb Asts | Estadísticas 12 Jorge Chahab 7 Santiago Arese 4 Gastón Luchino | Pabellón: Gimnasio Ángel Sandrín Árbitros: * Pablo Leyton * Enrique Cáceres |  |  |
| Serie: 2 - 0       |                                                                   |                      |                                                                |                                                                             |  |  |
|                    |                                                                   |                      |                                                                |                                                                             |  |  |

## Tercera fase; play offs

### Cuadro
| Equipo | Equipo        | Partidos | Partidos | Partidos | Serie |
| ------ | ------------- | -------- | -------- | -------- | ----- |
| 5.°    | Barrio Parque | 83       | 63       |          | 0     |
| 12.°   | La Unión (C)  | 92       | 76       |          | 2     |

| Equipo | Equipo  | Partidos | Partidos | Partidos | Serie |
| ------ | ------- | -------- | -------- | -------- | ----- |
| 7.°    | Echagüe | 77       | 89       | 83       | 2     |
| 10.°   | UNCAus  | 95       | 54       | 70       | 1     |

| Equipo | Equipo         | Partidos | Partidos | Partidos | Serie |
| ------ | -------------- | -------- | -------- | -------- | ----- |
| 6.°    | San Isidro     | 83       | 74       | 99       | 2     |
| 11.°   | T. de Rocamora | 95       | 66       | 73       | 1     |

| Equipo | Equipo              | Partidos | Partidos | Partidos | Serie |
| ------ | ------------------- | -------- | -------- | -------- | ----- |
| 8.°    | Sarmiento           | 76       | 72       | 96       | 2     |
| 9.°    | BHY Tiro Federal M. | 89       | 69       | 87       | 1     |

| Equipo | Equipo            | Partidos | Partidos | Partidos | Serie |
| ------ | ----------------- | -------- | -------- | -------- | ----- |
| 5.°    | Hispano Americano | 87       | 77       | 94       | 2     |
| 12.°   | Anzorena          | 89       | 66       | 91       | 1     |

| Equipo | Equipo           | Partidos | Partidos | Partidos | Serie |
| ------ | ---------------- | -------- | -------- | -------- | ----- |
| 7.°    | Banda Norte      | 65       | 87       | 100      | 2     |
| 10.°   | Ceferino Alianza | 80       | 78       | 63       | 1     |

| Equipo | Equipo           | Partidos | Partidos | Partidos | Serie |
| ------ | ---------------- | -------- | -------- | -------- | ----- |
| 6.°    | Huracán (Trelew) | 83       | 86       | 86       | 2     |
| 11.°   | Sport Club       | 84       | 75       | 65       | 1     |

| Equipo | Equipo           | Partidos | Partidos | Partidos | Serie |
| ------ | ---------------- | -------- | -------- | -------- | ----- |
| 8.°    | San Lorenzo (BA) | 73       | 81       | 77       | 2     |
| 9.°    | GEPU-Española    | 76       | 77       | 68       | 1     |

|  | Cuartos de conferencia | Cuartos de conferencia | Cuartos de conferencia |                 |    | Cuartos nacionales | Cuartos nacionales | Cuartos nacionales |  |    | Semifinales nacionales | Semifinales nacionales | Semifinales nacionales |  |    | Final nacional | Final nacional | Final nacional |  |
|  |                        |                        |                        |                 |    |                    |                    |                    |  |    |                        |                        |                        |  |    |                |                |                |  |
|  |                        |                        |                        |                 |    |                    |                    |                    |  |    |                        |                        |                        |  |    |                |                |                |  |
|  | 1N                     | Instituto              | 3                      |                 |    |                    |                    |                    |  |    |                        |                        |                        |  |    |                |                |                |  |
|  | 1N                     | Instituto              | 3                      |                 |    |                    |                    |                    |  |    |                        |                        |                        |  |    |                |                |                |  |
|  | 12N                    | La Unión (C)           | 0                      |                 |    |                    |                    |                    |  |    |                        |                        |                        |  |    |                |                |                |  |
|  | 12N                    | La Unión (C)           | 0                      |                 | 1N | Instituto          | 3                  |                    |  |    |                        |                        |                        |  |    |                |                |                |  |
|  |                        |                        |                        |                 | 1N | Instituto          | 3                  |                    |  |    |                        |                        |                        |  |    |                |                |                |  |
|  |                        |                        | 4S                     | Estudiantes (O) | 0  |                    |                    |                    |  |    |                        |                        |                        |  |    |                |                |                |  |
|  | 4S                     | Estudiantes (O)        | 4S                     | Estudiantes (O) | 0  | 3                  |                    |                    |  |    |                        |                        |                        |  |    |                |                |                |  |
|  | 4S                     | Estudiantes (O)        |                        |                 |    |                    |                    |                    |  |    |                        |                        |                        |  |    |                |                |                |  |
|  | 5S                     | Hispano A.             | 2                      |                 |    |                    |                    |                    |  |    |                        |                        |                        |  |    |                |                |                |  |
|  | 5S                     | Hispano A.             | 2                      |                 |    |                    |                    |                    |  | 1N | Instituto              | 3                      |                        |  |    |                |                |                |  |
|  |                        |                        |                        |                 |    |                    |                    |                    |  | 1N | Instituto              | 3                      |                        |  |    |                |                |                |  |
|  |                        |                        | 2S                     | Ferro (BA)      | 0  |                    |                    |                    |  |    |                        |                        |                        |  |    |                |                |                |  |
|  | 2S                     | Ferro (BA)             | 2S                     | Ferro (BA)      | 0  | 3                  |                    |                    |  |    |                        |                        |                        |  |    |                |                |                |  |
|  | 2S                     | Ferro (BA)             |                        |                 |    |                    |                    |                    |  |    |                        |                        |                        |  |    |                |                |                |  |
|  | 7S                     | Banda Norte            | 0                      |                 |    |                    |                    |                    |  |    |                        |                        |                        |  |    |                |                |                |  |
|  | 7S                     | Banda Norte            | 0                      |                 | 2S | Ferro (BA)         | 3                  |                    |  |    |                        |                        |                        |  |    |                |                |                |  |
|  |                        |                        |                        |                 | 2S | Ferro (BA)         | 3                  |                    |  |    |                        |                        |                        |  |    |                |                |                |  |
|  |                        |                        | 3N                     | Unión (SF)      | 1  |                    |                    |                    |  |    |                        |                        |                        |  |    |                |                |                |  |
|  | 3N                     | Unión (SF)             | 3N                     | Unión (SF)      | 1  | 3                  |                    |                    |  |    |                        |                        |                        |  |    |                |                |                |  |
|  | 3N                     | Unión (SF)             |                        |                 |    |                    |                    |                    |  |    |                        |                        |                        |  |    |                |                |                |  |
|  | 7N                     | Echagüe                | 2                      |                 |    |                    |                    |                    |  |    |                        |                        |                        |  |    |                |                |                |  |
|  | 7N                     | Echagüe                | 2                      |                 |    |                    |                    |                    |  |    |                        |                        |                        |  | 1N | Instituto      | 3              |                |  |
|  |                        |                        |                        |                 |    |                    |                    |                    |  |    |                        |                        |                        |  | 1N | Instituto      | 3              |                |  |
|  |                        |                        | 1S                     | 9 de Julio (RT) | 2  |                    |                    |                    |  |    |                        |                        |                        |  |    |                |                |                |  |
|  | 1S                     | 9 de Julio (RT)        | 1S                     | 9 de Julio (RT) | 2  | 3                  |                    |                    |  |    |                        |                        |                        |  |    |                |                |                |  |
|  | 1S                     | 9 de Julio (RT)        |                        |                 |    |                    |                    |                    |  |    |                        |                        |                        |  |    |                |                |                |  |
|  | 8S                     | San Lorenzo (BA)       | 1                      |                 |    |                    |                    |                    |  |    |                        |                        |                        |  |    |                |                |                |  |
|  | 8S                     | San Lorenzo (BA)       | 1                      |                 | 1S | 9 de Julio (RT)    | 3                  |                    |  |    |                        |                        |                        |  |    |                |                |                |  |
|  |                        |                        |                        |                 | 1S | 9 de Julio (RT)    | 3                  |                    |  |    |                        |                        |                        |  |    |                |                |                |  |
|  |                        |                        | 6N                     | San Isidro      | 0  |                    |                    |                    |  |    |                        |                        |                        |  |    |                |                |                |  |
|  | 4N                     | Oberá TC               | 6N                     | San Isidro      | 0  | 2                  |                    |                    |  |    |                        |                        |                        |  |    |                |                |                |  |
|  | 4N                     | Oberá TC               |                        |                 |    |                    |                    |                    |  |    |                        |                        |                        |  |    |                |                |                |  |
|  | 6N                     | San Isidro             | 3                      |                 |    |                    |                    |                    |  |    |                        |                        |                        |  |    |                |                |                |  |
|  | 6N                     | San Isidro             | 3                      |                 |    |                    |                    |                    |  | 1S | 9 de Julio (RT)        | 3                      |                        |  |    |                |                |                |  |
|  |                        |                        |                        |                 |    |                    |                    |                    |  | 1S | 9 de Julio (RT)        | 3                      |                        |  |    |                |                |                |  |
|  |                        |                        | 2N                     | Villa Ángela B. | 2  |                    |                    |                    |  |    |                        |                        |                        |  |    |                |                |                |  |
|  | 2N                     | Villa Ángela B.        | 2N                     | Villa Ángela B. | 2  | 3                  |                    |                    |  |    |                        |                        |                        |  |    |                |                |                |  |
|  | 2N                     | Villa Ángela B.        |                        |                 |    |                    |                    |                    |  |    |                        |                        |                        |  |    |                |                |                |  |
|  | 8N                     | Sarmiento              | 2                      |                 |    |                    |                    |                    |  |    |                        |                        |                        |  |    |                |                |                |  |
|  | 8N                     | Sarmiento              | 2                      |                 | 2N | Villa Ángela B.    | 3                  |                    |  |    |                        |                        |                        |  |    |                |                |                |  |
|  |                        |                        |                        |                 | 2N | Villa Ángela B.    | 3                  |                    |  |    |                        |                        |                        |  |    |                |                |                |  |
|  |                        |                        | 3S                     | Monte Hermoso   | 2  |                    |                    |                    |  |    |                        |                        |                        |  |    |                |                |                |  |
|  | 3S                     | Monte Hermoso          | 3S                     | Monte Hermoso   | 2  | 3                  |                    |                    |  |    |                        |                        |                        |  |    |                |                |                |  |
|  | 3S                     | Monte Hermoso          |                        |                 |    |                    |                    |                    |  |    |                        |                        |                        |  |    |                |                |                |  |
|  | 6S                     | Huracán (Trelew)       | 2                      |                 |    |                    |                    |                    |  |    |                        |                        |                        |  |    |                |                |                |  |
|  | 6S                     | Huracán (Trelew)       | 2                      |                 |    |                    |                    |                    |  |    |                        |                        |                        |  |    |                |                |                |  |
|  |                        |                        |                        |                 |    |                    |                    |                    |  |    |                        |                        |                        |  |    |                |                |                |  |

El equipo que figura en la primera línea es quien obtuvo la ventaja de localía.
El resultado que figura al lado de cada equipo es la sumatoria de partidos ganados.

### Reclasificación
Barrio Parque - La Unión (Colón) 

| 15 de marzo, 21:30 | La Unión (C)                                                               | 92–83        | Barrio Parque                                                     | Colón                                                                      |  |  |
|                    | Parciales: 21 - 20, 29 - 23, 17 - 20, 25 - 20                              |              |                                                                   |                                                                            |  |  |
|                    | Estadísticas Sebastián Leonel Álvarez 20 Facundo Mendoza 9 Kevin Pilotti 6 | Pts Reb Asts | Estadísticas 25 Andrés Mariani 10 Emiliano Rossi 4 Andrés Mariani | Pabellón: Estadio Carlos Delasoie Árbitros: * Pedro Hoyo * Enrique Cáceres |  |  |
| Serie: 1 - 0       |                                                                            |              |                                                                   |                                                                            |  |  |
|                    |                                                                            |              |                                                                   |                                                                            |  |  |

| 19 de marzo, 21:30 | Barrio Parque                                                     | 63–76        | La Unión (C)                                                      | Córdoba                                                                    |  |  |
|                    | Parciales: 17 - 24, 15 - 14, 13 - 11, 18 - 27                     |              |                                                                   |                                                                            |  |  |
|                    | Estadísticas Marcus Morgan 15 Emiliano Rossi 8 Santiago Ludueña 3 | Pts Reb Asts | Estadísticas 16 Sebastián Álvarez 8 Facundo Mendoza 6 Kevin Jeréz | Pabellón: Teatro del Parque Árbitros: * Héctor Wasinger * Leonardo Barotto |  |  |
| Serie: 0 - 2       |                                                                   |              |                                                                   |                                                                            |  |  |
|                    |                                                                   |              |                                                                   |                                                                            |  |  |

San Isidro - Tomás de Rocamora 

| 15 de marzo, 21:30 | Tomás de Rocamora                                                   | 95–83        | San Isidro                                                         | Concepción del Uruguay                                                                            |  |  |
|                    | Parciales: 20 - 18, 23 - 29, 26 - 15, 26 - 21                       |              |                                                                    |                                                                                                   |  |  |
|                    | Estadísticas Joel McIntosh 22 Maximiliano Torres 10 Joaquín Baeza 7 | Pts Reb Asts | Estadísticas 16 Agustín Lozano 8 Federico Ferrini 4 Agustín Lozano | Pabellón: Estadio Julio César Paccagnella Árbitros: * Maximiliano Piedrabuena * Sebastian Vasallo |  |  |
| Serie: 1 - 0       |                                                                     |              |                                                                    |                                                                                                   |  |  |
|                    |                                                                     |              |                                                                    |                                                                                                   |  |  |

| 19 de marzo, 21:30 | San Isidro                                                          | 74–66        | Tomás de Rocamora                                               | San Francisco                                                           |  |  |
|                    | Parciales: 17 - 20, 24 - 16, 17 - 15, 16 - 15                       |              |                                                                 |                                                                         |  |  |
|                    | Estadísticas Sebastián Mignani 25 Fabián Saad 15 Federico Ferrini 3 | Pts Reb Asts | Estadísticas 15 Felipe País 7 Agustín Ambrosino 7 Joaquín Baeza | Pabellón: Estadio Severo Robledo Árbitros: * Raúl Oscar * Alberto Ponzo |  |  |
| Serie: 1 - 1       |                                                                     |              |                                                                 |                                                                         |  |  |
|                    |                                                                     |              |                                                                 |                                                                         |  |  |

| 21 de marzo, 21:30 | San Isidro                                                            | 99–73        | Tomás de Rocamora                                                           | San Francisco                                                                     |  |  |
|                    | Parciales: 27 - 17, 25 - 23, 31 - 18, 16 - 15                         |              |                                                                             |                                                                                   |  |  |
|                    | Estadísticas Sebastián Mignani 25 Federico Ferrini 5 Agustín Lozano 9 | Pts Reb Asts | Estadísticas 14 Maximiliano Tabieres 7 Maximiliano Tabieres 3 Martín Cuello | Pabellón: Estadio Severo Robledo Árbitros: * Alejandro Zanabone * Enrique Cáceres |  |  |
| Serie: 2 - 1       |                                                                       |              |                                                                             |                                                                                   |  |  |
|                    |                                                                       |              |                                                                             |                                                                                   |  |  |

Echagüe - UNCAus 

| 15 de marzo, 22:00 | UNCAus                                                       | 95–78        | Echagüe                                                              | Resistencia                                                           |  |  |
|                    | Parciales: 15 - 15, 32 - 16, 20 - 26, 28 - 20                |              |                                                                      |                                                                       |  |  |
|                    | Estadísticas Luis Argañaraz 18 Julián Aprea 3 Tomás Acosta 5 | Pts Reb Asts | Estadísticas 23 Darnell Dodson 13 Santiago González 2 Darnell Dodson | Pabellón: Arena UNCAus Árbitros: * Alejandro Zanabone * Alberto Ponzo |  |  |
| Serie: 1 - 0       |                                                              |              |                                                                      |                                                                       |  |  |
|                    |                                                              |              |                                                                      |                                                                       |  |  |

| 19 de marzo, 21:00 | Echagüe                                                                   | 89–54        | UNCAus                                                               | Paraná                                                                 |  |  |
|                    | Parciales: 23 - 11, 26 - 10, 22 - 15, 18 - 18                             |              |                                                                      |                                                                        |  |  |
|                    | Estadísticas Darnell Dodson 22 Santiago González 9 Lisandro Ruiz Moreno 4 | Pts Reb Asts | Estadísticas 14 Julian Aprea 5 Ezequiel Martínez 2 Ezequiel Martínez | Pabellón: Estadio Luis Butta Árbitros: * Ariel Rosas * Enrique Cáceres |  |  |
| Serie: 1 - 1       |                                                                           |              |                                                                      |                                                                        |  |  |
|                    |                                                                           |              |                                                                      |                                                                        |  |  |

| 21 de marzo, 21:00 | Echagüe                                                               | 83–70        | UNCAus                                                         | Paraná                                                                       |  |  |
|                    | Parciales: 22 - 19, 16 - 14, 22 - 18, 23 - 19                         |              |                                                                |                                                                              |  |  |
|                    | Estadísticas Darnell Dodson 22 Santiago González 10 Matías Jaworski 6 | Pts Reb Asts | Estadísticas 21 Mauro Rotschy 10 Julian Aprea 3 Gustavo Martín | Pabellón: Estadio Luis Butta Árbitros: * Alejandro Trías * Cristian Salguero |  |  |
| Serie: 2 - 1       |                                                                       |              |                                                                |                                                                              |  |  |
|                    |                                                                       |              |                                                                |                                                                              |  |  |

Sarmiento - BHY Tiro Federal Morteros 

| 15 de marzo, 21:00 | BHY Tiro Federal                                                           | 89–76        | Sarmiento                                                                | Morteros                                                         |  |  |
|                    | Parciales: 24 - 14, 20 - 24, 19 - 17, 26 - 21                              |              |                                                                          |                                                                  |  |  |
|                    | Estadísticas Guillermo Saavedra 25 Guillermo Saavedra 8 Mariano Cerutti 11 | Pts Reb Asts | Estadísticas 14 Cristian Negroto 6 Agustín Insaurralde 3 Nestor Serantes | Pabellón: Estadio Blanco Árbitros: * Pablo Leyton * Sergio López |  |  |
| Serie: 1 - 0       |                                                                            |              |                                                                          |                                                                  |  |  |
|                    |                                                                            |              |                                                                          |                                                                  |  |  |

| 19 de marzo, 21:30 | Sarmiento                                                            | 72–69        | BHY Tiro Federal                                                      | Resistencia                                                                    |  |  |
|                    | Parciales: 19 - 18, 13 - 16, 22 - 20, 18 - 15                        |              |                                                                       |                                                                                |  |  |
|                    | Estadísticas Néstor Serantes 17 Agustín Insaurralde 8 Ignacio Luna 8 | Pts Reb Asts | Estadísticas 14 Mariano Ceruti 10 Guillermo Saavedra 7 Mariano Ceruti | Pabellón: Gimnasio Resistencia Árbitros: * Alejandro Trias * Maximiliano Moral |  |  |
| Serie: 1 - 1       |                                                                      |              |                                                                       |                                                                                |  |  |
|                    |                                                                      |              |                                                                       |                                                                                |  |  |

| 21 de marzo, 21:30 | Sarmiento                                                           | 96–87        | BHY Tiro Federal                                                     | Resistencia                                                               |  |  |
|                    | Parciales: 28 - 17, 17 - 23, 27 - 17, 24 - 30                       |              |                                                                      |                                                                           |  |  |
|                    | Estadísticas Howard Wilkerson 25 Marco Diez 8 Agustín Insaurralde 3 | Pts Reb Asts | Estadísticas 31 Mariano Ceruti 8 Guillermo Saavedra 5 Mariano Ceruti | Pabellón: Gimnasio Resistencia Árbitros: * Cristian Alfaro * Raúl Lorenzo |  |  |
| Serie: 2 - 1       |                                                                     |              |                                                                      |                                                                           |  |  |
|                    |                                                                     |              |                                                                      |                                                                           |  |  |

Hispano Americano - Anzorena Ciudad de Mendoza 

| 14 de marzo, 21:00 | Anzorena                                                                   | 89–87        | Hispano Americano                                                   | Mendoza                                                                             |  |  |
|                    | Parciales: 28 - 28, 16 - 16, 24 - 26, 21 - 17                              |              |                                                                     |                                                                                     |  |  |
|                    | Estadísticas Ignacio Ravellino 26 Jonathan Lee Jones 17 Alejo Schestakow 3 | Pts Reb Asts | Estadísticas 20 Nathan Carter Jr. 6 Fernando Gutman 5 Emanuel López | Pabellón: Estadio Roberto Gutiérrez Árbitros: * Leandro Lezcano * Cristian Salguero |  |  |
| Serie: 1 - 0       |                                                                            |              |                                                                     |                                                                                     |  |  |
|                    |                                                                            |              |                                                                     |                                                                                     |  |  |

| 18 de marzo, 21:15 | Hispano Americano                                                   | 77–66        | Anzorena                                                           | Río Gallegos                                                       |  |  |
|                    | Parciales: 26 - 23, 21 - 16, 17 - 12, 13 - 15                       |              |                                                                    |                                                                    |  |  |
|                    | Estadísticas Sebastián Acosta 24 Fernando Gutman 7 Gastón Morales 5 | Pts Reb Asts | Estadísticas 20 Jhonatan Jones 8 Jhonatan Jones 5 Nicolás Aguilera | Pabellón: Estadio Tito Wilson Árbitros: * Pedro Hoyo * José Luigli |  |  |
| Serie: 1 - 1       |                                                                     |              |                                                                    |                                                                    |  |  |
|                    |                                                                     |              |                                                                    |                                                                    |  |  |

| 20 de marzo, 21:15 | Hispano Americano                                                          | 94–91        | Anzorena                                         | Río Gallegos                                                                     |  |  |
|                    | Parciales: 21 - 16, 27 - 17, 30 - 23, 16 - 35                              |              |                                                  |                                                                                  |  |  |
|                    | Estadísticas Nathan Cater Jr. 34 Nathan Cater Jr. 11 Emanuel López Cerda 5 | Pts Reb Asts | Estadísticas 23 James 8 James 4 Nicolás Aguilera | Pabellón: Estadio Tito Wilson Árbitros: * Maximiliano Piedrabuena * Sergio López |  |  |
| Serie: 2 - 1       |                                                                            |              |                                                  |                                                                                  |  |  |
|                    |                                                                            |              |                                                  |                                                                                  |  |  |

Huracán (Trelew) - Sport Club Cañadense 

| 14 de marzo, 21:00 | Sport Club                                                        | 84–82        | Huracán (T)                                                        | Cañada de Gómez                                                                |  |  |
|                    | Parciales: 21 - 21, 9 - 17, 24 - 22, 17 - 11 (T.E.: 13 - 12)      |              |                                                                    |                                                                                |  |  |
|                    | Estadísticas Javier Bulfoni 25 Terrance King 10 Valentín Burgos 4 | Pts Reb Asts | Estadísticas 21 Mariano García 8 Leon Powell 4 Gustavo Maranguello | Pabellón: Estadio Florencio Varni Árbitros: * Raúl Lorenzo * Sebastián Vasallo |  |  |
| Serie: 1 - 0       |                                                                   |              |                                                                    |                                                                                |  |  |
|                    |                                                                   |              |                                                                    |                                                                                |  |  |

| 18 de marzo, 21:30 | Huracán (T)                                                          | 86–75        | Sport Club                                                         | Trelew                                                                            |  |  |
|                    | Parciales: 21 - 14, 15 - 19, 18 - 21, 19 - 19 (T.E.: 13 - 2)         |              |                                                                    |                                                                                   |  |  |
|                    | Estadísticas Leon Powell 16 Gustavo Maranguello 11 Diego Figueredo 4 | Pts Reb Asts | Estadísticas 19 Valentín Burgos 11 Terrence King 2 Valentín Burgos | Pabellón: Estadio Atilio Viglione Árbitros: * Cristian Alfaro * Cristian Salguero |  |  |
| Serie: 1 - 1       |                                                                      |              |                                                                    |                                                                                   |  |  |
|                    |                                                                      |              |                                                                    |                                                                                   |  |  |

| 20 de marzo, 21:30 | Huracán (T)                                                              | 86–65        | Sport Club                                                     | Trelew                                                                       |  |  |
|                    | Parciales: 17 - 19, 24 - 7, 18 - 23, 27 - 16                             |              |                                                                |                                                                              |  |  |
|                    | Estadísticas Román Rodríguez 16 Gustavo Maranguello 10 Román Rodríguez 6 | Pts Reb Asts | Estadísticas 15 Bruno Martínez 15 Terrance King 1 Mateo Gaynor | Pabellón: Estadio Atilio Viglione Árbitros: * Javier Sánchez * Rodrigo Reyes |  |  |
| Serie: 2 - 1       |                                                                          |              |                                                                |                                                                              |  |  |
|                    |                                                                          |              |                                                                |                                                                              |  |  |

Banda Norte - Ceferino Alianza Viedma 

| 14 de marzo, 21:00 | Ceferino AV                                                            | 80–65        | Banda Norte                                                             | Viedma                                                                                       |  |  |
|                    | Parciales: 14 - 19, 30 - 9, 17 - 22, 19 - 15                           |              |                                                                         |                                                                                              |  |  |
|                    | Estadísticas Mariano Castets 21 Gregorio Eseverri 8 Maximiliano Ríos 6 | Pts Reb Asts | Estadísticas 14 Adrián Forastieri 7 Ricardo Centeno 6 Adrián Forastieri | Pabellón: Polideportivo Ángel Cayetano Arias Árbitros: * Alejandro Trías * Maximiliano Moral |  |  |
| Serie: 1 - 0       |                                                                        |              |                                                                         |                                                                                              |  |  |
|                    |                                                                        |              |                                                                         |                                                                                              |  |  |

| 18 de marzo, 21:30 | Banda Norte                                                             | 87–78        | Ceferino AV                                                           | Río Cuarto                                                                         |  |  |
|                    | Parciales: 24 - 19, 12 - 23, 27 - 20, 24 - 16                           |              |                                                                       |                                                                                    |  |  |
|                    | Estadísticas Lucas Barlasina 28 Allonzo Coleman 7 Fernando Tintarelli 4 | Pts Reb Asts | Estadísticas 17 Gastón Essengue 9 Gregorio Eseverri 4 Mariano Castets | Pabellón: Estadio Banda Norte Árbitros: * Maximiliano Piedrabuena * Gustavo D'Anna |  |  |
| Serie: 1 - 1       |                                                                         |              |                                                                       |                                                                                    |  |  |
|                    |                                                                         |              |                                                                       |                                                                                    |  |  |

| 20 de marzo, 21:30 | Banda Norte                                                             | 100–63       | Ceferino AV                                                          | Río Cuarto                                                                |  |  |
|                    | Parciales: 23 - 12, 22 - 12, 22 - 20, 33 - 19                           |              |                                                                      |                                                                           |  |  |
|                    | Estadísticas Ricardo Centeno 15 Ricardo Centeno 9 Fernando Tintarelli 7 | Pts Reb Asts | Estadísticas 13 Maximiliano Ríos 5 Bruno Ingratta 1 Maximiliano Ríos | Pabellón: Estadio Banda Norte Árbitros: * Ariel Rosas * Sebastián Vasallo |  |  |
| Serie: 2 - 1       |                                                                         |              |                                                                      |                                                                           |  |  |
|                    |                                                                         |              |                                                                      |                                                                           |  |  |

San Lorenzo de Almagro - Unión GEPU-Española 

| 14 de marzo, 21:30 | Unión GEPU-Española                                             | 76–73        | San Lorenzo (BA)                                                     | San Luis                                                                        |  |  |
|                    | Parciales: 19 - 16, 10 - 16, 20 -24, 27 - 17                    |              |                                                                      |                                                                                 |  |  |
|                    | Estadísticas José Gutiérrez 15 Elnes Bolling 10 Elnes Bolling 3 | Pts Reb Asts | Estadísticas 20 Joaquín Gamazo 6 Emiliano Agostino 3 Lucas Cassettai | Pabellón: Polideportivo Ave Fénix Árbitros: * Javier Sánchez * Leonardo Barotto |  |  |
| Serie: 1 - 0       |                                                                 |              |                                                                      |                                                                                 |  |  |
|                    |                                                                 |              |                                                                      |                                                                                 |  |  |

| 18 de marzo, 19:30 | San Lorenzo (BA)                                                 | 81–77        | Unión GEPU-Española                                             | Ciudad de Buenos Aires                                                        |  |  |
|                    | Parciales: 20 - 20, 17 - 22, 29 - 23, 15 - 12                    |              |                                                                 |                                                                               |  |  |
|                    | Estadísticas Jazwyn Cowan 29 Joaquín Gamazo 9 Sebastán Morales 2 | Pts Reb Asts | Estadísticas 20 Gustavo Acosta 8 Gustavo Acosta 4 Elnes Bolling | Pabellón: Estadio Obras Sanitarias Árbitros: * Leandro Lezcano * Sergio López |  |  |
| Serie: 1 - 1       |                                                                  |              |                                                                 |                                                                               |  |  |
|                    |                                                                  |              |                                                                 |                                                                               |  |  |

| 20 de marzo, 19:30 | San Lorenzo (BA)                                                   | 77–68        | Unión GEPU-Española                                          | Ciudad de Buenos Aires                                                   |  |  |
|                    | Parciales: 27 - 21, 12 - 16, 22 - 11, 16 - 20                      |              |                                                              |                                                                          |  |  |
|                    | Estadísticas Michael Cowan 20 Michael Cowan 24 Sebastián Morales 4 | Pts Reb Asts | Estadísticas 13 Diego Prego 6 José Gutiérrez 2 Elnes Bolling | Pabellón: Estadio Obras Sanitarias Árbitros: * Pedro Hoyo * Alberto Pozo |  |  |
| Serie: 2 - 1       |                                                                    |              |                                                              |                                                                          |  |  |
|                    |                                                                    |              |                                                              |                                                                          |  |  |

### Cuartos de final de conferencia
Instituto - La Unión (Colón) 

| 26 de marzo, 21:00 | Instituto                                                   | 99–79        | La Unión (C)                                                                                   | Córdoba                                                                      |  |  |
|                    | Parciales: 32 - 21, 20 - 20, 23 - 22, 24 - 16               |              |                                                                                                |                                                                              |  |  |
|                    | Estadísticas Pablo Bruna 21 Emiliano Martina 9 Juan Kelly 3 | Pts Reb Asts | Estadísticas 19 Sebastián Leonel Álvarez 7 Sebastián Leonel Álvarez 2 Sebastián Leonel Álvarez | Pabellón: Gimnasio Ángel Sandrín Árbitros: * Ariel Rosas * Sebastián Vasallo |  |  |
| Serie: 1 - 0       |                                                             |              |                                                                                                |                                                                              |  |  |
|                    |                                                             |              |                                                                                                |                                                                              |  |  |

| 28 de marzo, 21:00 | Instituto                                                | 87–81        | La Unión (C)                                                                       | Córdoba                                                                    |  |  |
|                    | Parciales: 19 - 15, 23 - 13, 23 - 24, 22 - 29            |              |                                                                                    |                                                                            |  |  |
|                    | Estadísticas Lucas Arn 20 Germán Sciutto 8 Pablo Bruna 6 | Pts Reb Asts | Estadísticas 18 Pablo Osores 7 Sebastián Leonel Álvarez 6 Sebastián Leonel Álvarez | Pabellón: Gimnasio Ángel Sandrín Árbitros: * Alejandro Trias * José Luigli |  |  |
| Serie: 2 - 0       |                                                          |              |                                                                                    |                                                                            |  |  |
|                    |                                                          |              |                                                                                    |                                                                            |  |  |

| 1 de abril, 21:30 | La Unión (C)                                                      | 78–86        | Instituto                                                               | Colón                                                                       |  |  |
|                   | Parciales: 18 - 26, 16 - 15, 17 - 22, 27 - 23                     |              |                                                                         |                                                                             |  |  |
|                   | Estadísticas Facundo Mendoza 25 Facundo Mendoza 6 Kevin Pilotti 5 | Pts Reb Asts | Estadísticas 17 Luis Federico Mansilla 9 Emiliano Martina 3 Pablo Bruna | Pabellón: Estadio Carlos Delasoie Árbitros: * Javier Sánchez * Sergio López |  |  |
| Serie: 0 - 3      |                                                                   |              |                                                                         |                                                                             |  |  |
|                   |                                                                   |              |                                                                         |                                                                             |  |  |

Estudiantes (Olavarría) - Hispano Americano 

| 25 de marzo, 21:30 | Estudiantes (O)                                                  | 88–78        | Hispano Americano                                                 | Olavarría                                                                |  |  |
|                    | Parciales: 19 - 23, 25 - 16, 18 - 24, 26 - 15                    |              |                                                                   |                                                                          |  |  |
|                    | Estadísticas Hector Martirena 17 John Thomas 9 Nicolás Paletta 7 | Pts Reb Asts | Estadísticas 16 Sebastián Acosta 11 Bruno Oprandi 5 Bruno Oprandi | Pabellón: Parque Carlos Guerrero Árbitros: * Ariel Rosas * Alberto Ponzo |  |  |
| Serie: 1 - 0       |                                                                  |              |                                                                   |                                                                          |  |  |
|                    |                                                                  |              |                                                                   |                                                                          |  |  |

| 27 de marzo, 21:30 | Estudiantes (O)                                                  | 101–97       | Hispano Americano                                                 | Olavarría                                                                       |  |  |
|                    | Parciales: 22 - 24, 14 - 19, 25 - 23, 27 - 22 (T.E.: 13 - 9)     |              |                                                                   |                                                                                 |  |  |
|                    | Estadísticas Juan Levrino 30 Nicolás Paletta 8 Nicolás Paletta 4 | Pts Reb Asts | Estadísticas 40 Nathan Carter Jr. 9 Bruno Oprandi 6 Bruno Oprandi | Pabellón: Parque Carlos Guerrero Árbitros: * Javier Sánchez * Cristian Salguero |  |  |
| Serie: 2 - 0       |                                                                  |              |                                                                   |                                                                                 |  |  |
|                    |                                                                  |              |                                                                   |                                                                                 |  |  |

| 31 de marzo, 21:15 | Hispano Americano                                                  | 82–77        | Estudiantes (O)                                               | Río Gallegos                                                                  |  |  |
|                    | Parciales: 20 - 25, 19 - 10, 22 - 15, 21 - 27                      |              |                                                               |                                                                               |  |  |
|                    | Estadísticas Nathan Carter Jr. 22 Bruno Oprandi 9 Gonzalo Torres 3 | Pts Reb Asts | Estadísticas 13 Juan Levrino 5 Rodrigo Sánchez 4 Juan Levrino | Pabellón: Estadio Tito Wilson Árbitros: * Raúl Lorenzo * Rodrigo Reyes Borras |  |  |
| Serie: 1 - 2       |                                                                    |              |                                                               |                                                                               |  |  |
|                    |                                                                    |              |                                                               |                                                                               |  |  |

| 2 de abril, 21:15 | Hispano Americano                                                         | 82–76        | Estudiantes (O)                                             | Río Gallegos                                                                |  |  |
|                   | Parciales: 25 - 22, 13 - 18, 23 - 19, 21 - 17                             |              |                                                             |                                                                             |  |  |
|                   | Estadísticas Nathan Carter Jr. 21 Fernando Gutman 6 Emanuel López Cerda 4 | Pts Reb Asts | Estadísticas 13 Alejandro Arca 5 John Thomas 4 Juan Levrino | Pabellón: Estadio Tito Wilson Árbitros: * Alejandro Trías * Enrique Cáceres |  |  |
| Serie: 2 - 2      |                                                                           |              |                                                             |                                                                             |  |  |
|                   |                                                                           |              |                                                             |                                                                             |  |  |

| 6 de abril, 21:30 | Estudiantes (O)                                                      | 86–79        | Hispano Americano                                                        | Olavarría                                                              |  |  |
|                   | Parciales: 19 - 16, 22 - 22, 20 - 15, 25 - 26                        |              |                                                                          |                                                                        |  |  |
|                   | Estadísticas Rodrigo Sánchez 18 Rodrigo Sánchez 12 Nicolás Paletta 7 | Pts Reb Asts | Estadísticas 21 Sebastián Ariel Acosta 8 Bruno Oprandi 3 Fernando Gutman | Pabellón: Parque Carlos Guerrero Árbitros: * Pedro Hoyo * Sergio López |  |  |
| Serie: 3 - 2      |                                                                      |              |                                                                          |                                                                        |  |  |
|                   |                                                                      |              |                                                                          |                                                                        |  |  |

Ferro Carril Oeste - Banda Norte 

| 25 de marzo, 21:30 | Ferro Carril Oeste                                             | 77–67        | Banda Norte                                                                       | Ciudad de Buenos Aires                         |  |  |
|                    | Parciales: 23 - 14, 17 - 12, 18 - 19, 19 - 22                  |              |                                                                                   |                                                |  |  |
|                    | Estadísticas Ariel Zago 14 Luciano Tantos 6 Christopher Moss 5 | Pts Reb Asts | Estadísticas 27 Nyrone Coleman Allonzo 6 Ricardo Centeno 3 Nyrone Coleman Allonzo | Pabellón: Estadio Héctor Etchart Árbitros: * * |  |  |
| Serie: 1 - 0       |                                                                |              |                                                                                   |                                                |  |  |
|                    |                                                                |              |                                                                                   |                                                |  |  |

| 27 de marzo, 21:30 | Ferro Carril Oeste                                                                    | 86–60        | Banda Norte                                                         | Ciudad de Buenos Aires                                                       |  |  |
|                    | Parciales: 23 - 7, 14 - 19, 24 - 22, 25 - 12                                          |              |                                                                     |                                                                              |  |  |
|                    | Estadísticas Leandro Portillo y Matías Fioretti 17 Matías Cuello 6 Christopher Moss 4 | Pts Reb Asts | Estadísticas 17 José Fabio 6 Nyrone Coleman Allonzo 2 Julian Chiera | Pabellón: Estadio Héctor Etchart Árbitros: * Pablo Leyton * Leonardo Barotto |  |  |
| Serie: 2 - 0       |                                                                                       |              |                                                                     |                                                                              |  |  |
|                    |                                                                                       |              |                                                                     |                                                                              |  |  |

| 31 de marzo, 21:30 | Banda Norte                                                               | 71–78        | Ferro Carril Oeste                                                    | Río Cuarto                                                                            |  |  |
|                    | Parciales: 26 - 13, 10 - 19, 18 - 21, 17 - 25                             |              |                                                                       |                                                                                       |  |  |
|                    | Estadísticas Ferando Tintarelli 17 Lucas Barlasina 10 Adrián Forastieri 2 | Pts Reb Asts | Estadísticas 25 Christopher Moss 8 Ezequiel Dentis 1 Leandro Portillo | Pabellón: Estadio Banda Norte Árbitros: * Maximiliano Piedrabuena * Cristian Salguero |  |  |
| Serie: 0 - 3       |                                                                           |              |                                                                       |                                                                                       |  |  |
|                    |                                                                           |              |                                                                       |                                                                                       |  |  |

Unión (Santa Fe) - Echagüe 

| 26 de marzo, 21:30 | Unión (SF)                                                          | 86–78        | Echagüe                                                            | Santa Fe                                                                   |  |  |
|                    | Parciales: 16 - 22, 14 - 19, 29 - 19, 27 - 18                       |              |                                                                    |                                                                            |  |  |
|                    | Estadísticas Fernando Podestá 28 Alejandro Reinick 8 Pedro Franco 6 | Pts Reb Asts | Estadísticas 20 Darnell Dodson 15 Darnell Dodson 3 Matías Jaworski | Pabellón: Estadio Ángel Malvicino Árbitros: * Héctor Wasinger * José Lugli |  |  |
| Serie: 1 - 0       |                                                                     |              |                                                                    |                                                                            |  |  |
|                    |                                                                     |              |                                                                    |                                                                            |  |  |

| 28 de marzo, 21:00 | Unión (SF)                                                             | 85–78        | Echagüe                                                                | Santa Fe                                                                  |  |  |
|                    | Parciales: 20 - 22, 20 - 17, 20 - 20, 25 - 19                          |              |                                                                        |                                                                           |  |  |
|                    | Estadísticas Fernando Podestá 21 Alejandro Reinick 9 Leandro Vildoza 7 | Pts Reb Asts | Estadísticas 23 Agustín Carnovale 12 Santiago González 5 Lisandro Ruiz | Pabellón: Estadio Ángel Malvicino Árbitros: * Raúl Lorenzo * Sergio López |  |  |
| Serie: 2 - 0       |                                                                        |              |                                                                        |                                                                           |  |  |
|                    |                                                                        |              |                                                                        |                                                                           |  |  |

| 1 de abril, 21:00 | Echagüe                                                                          | 102–73       | Unión (SF)                                                              | Paraná                                                                         |  |  |
|                   | Parciales: 24 - 18, 21 - 20, 33 - 17, 24 - 18                                    |              |                                                                         |                                                                                |  |  |
|                   | Estadísticas Lisandro Ruiz Moreno 32 Santiago González 11 Lisandro Ruiz Moreno 6 | Pts Reb Asts | Estadísticas 22 Rasheem Barret 7 Pedro Ernesto Franco 3 Leandro Vildoza | Pabellón: Estadio Luis Butta Árbitros: * Alejandro Zanabone * Leonardo Barotto |  |  |
| Serie: 1 - 2      |                                                                                  |              |                                                                         |                                                                                |  |  |
|                   |                                                                                  |              |                                                                         |                                                                                |  |  |

| 3 de abril, 21:30 | Echagüe                                                                         | 86–73        | Unión (SF)                                                             | Paraná                                                                       |  |  |
|                   | Parciales: 21 - 17, 24 - 13, 18 - 23, 23 - 20                                   |              |                                                                        |                                                                              |  |  |
|                   | Estadísticas Lisandro Ruiz Moreno 19 Santiago González 16 Exequiel Cassinelli 3 | Pts Reb Asts | Estadísticas 15 Alejandro Reinick 9 Fernando Podestá 6 Leandro Vildoza | Pabellón: Estadio Luis Butta Árbitros: * Cristian Alfaro * Maximiliano Moral |  |  |
| Serie: 2 - 2      |                                                                                 |              |                                                                        |                                                                              |  |  |
|                   |                                                                                 |              |                                                                        |                                                                              |  |  |

| 7 de abril, 21:30 | Unión (SF)                                                      | 73–65        | Echagüe                                                                          | Santa Fe                                                                    |  |  |
|                   | Parciales: 22 - 21, 15 - 17, 16 - 16, 20 - 11                   |              |                                                                                  |                                                                             |  |  |
|                   | Estadísticas Miguel Isola 16 Alejandro Reinick 9 Pedro Franco 3 | Pts Reb Asts | Estadísticas 13 Lisandro Ruiz Moreno 13 Santiago González 3 Lisandro Ruiz Moreno | Pabellón: El Hogar de los Tigres Árbitros: * Javier Sánchez * Alberto Ponzo |  |  |
| Serie: 3 - 2      |                                                                 |              |                                                                                  |                                                                             |  |  |
|                   |                                                                 |              |                                                                                  |                                                                             |  |  |

9 de Julio - San Lorenzo 

| 25 de marzo, 21:30 | 9 de Julio                                                           | 72–68        | San Lorenzo (BA)                                            | Río Tercero                                                                |  |  |
|                    | Parciales: 19 - 18, 16 - 14, 22 - 21, 15 - 15                        |              |                                                             |                                                                            |  |  |
|                    | Estadísticas Esteban Cantarutti 15 Eduardo Spalla 6 Santiago Arese 3 | Pts Reb Asts | Estadísticas 17 Jazwyn Cowan 9 Jazwyn Cowan 5 Lucas Casetti | Pabellón: Estadio José Albert Árbitros: * Raúl Lorenzo * Cristian Salguero |  |  |
| Serie: 1 - 0       |                                                                      |              |                                                             |                                                                            |  |  |
|                    |                                                                      |              |                                                             |                                                                            |  |  |

| 27 de marzo, 21:30 | 9 de Julio                                                        | 81–72        | San Lorenzo (BA)                                                       | Río Tercero                                                                           |  |  |
|                    | Parciales: 20 - 19, 19 - 12, 27 - 29, 15 - 12                     |              |                                                                        |                                                                                       |  |  |
|                    | Estadísticas Gastón Luchino 22 Jeremías Acosta 8 Gastón Luchino 4 | Pts Reb Asts | Estadísticas 19 Emiliano Agostino 7 Román González 4 Emiliano Agostino | Pabellón: Estadio José Albert Árbitros: * Maximiliano Piedrabuena * Sebastián Vasallo |  |  |
| Serie: 2 - 0       |                                                                   |              |                                                                        |                                                                                       |  |  |
|                    |                                                                   |              |                                                                        |                                                                                       |  |  |

| 31 de marzo, 21:00 | San Lorenzo (BA)                                                  | 85–78        | 9 de Julio                                                         | Ciudad de Buenos Aires                                                       |  |  |
|                    | Parciales: 21 - 21, 18 - 17, 22 - 13, 24 - 27                     |              |                                                                    |                                                                              |  |  |
|                    | Estadísticas Joaquín Gamazo 23 Jazwyn Cowan 9 Emiliano Agostino 4 | Pts Reb Asts | Estadísticas 19 Santiago Arese 10 Jeremías Acosta 4 Gastón Luchino | Pabellón: Estadio Obras Sanitarias Árbitros: * Javier Sánchez * Sergio López |  |  |
| Serie: 1 - 2       |                                                                   |              |                                                                    |                                                                              |  |  |
|                    |                                                                   |              |                                                                    |                                                                              |  |  |

| 2 de abril, 21:00 | San Lorenzo (BA)                                                   | 83–92        | 9 de Julio                                                       | Ciudad de Buenos Aires                                                               |  |  |
|                   | Parciales: 18 - 26, 15 - 26, 24 - 20, 26 - 20                      |              |                                                                  |                                                                                      |  |  |
|                   | Estadísticas Emiliano Agostino 22 Joaquín Gamazo 8 Lucas Casetti 2 | Pts Reb Asts | Estadísticas 28 Eduardo Spalla 8 Eduardo Spalla 5 Gastón Luchino | Pabellón: Estadio Obras Sanitarias Árbitros: * Alejandro Zanabone * Leonardo Barotto |  |  |
| Serie: 1 - 3      |                                                                    |              |                                                                  |                                                                                      |  |  |
|                   |                                                                    |              |                                                                  |                                                                                      |  |  |

Oberá Tenis Club - San Isidro 

| 26 de marzo, 21:30 | Oberá TC                                                           | 82–73        | San Isidro                                                            | Oberá                                                                           |  |  |
|                    | Parciales: 18 - 24, 18 - 12, 24 - 15, 22 - 22                      |              |                                                                       |                                                                                 |  |  |
|                    | Estadísticas Donovan Marshall 23 Diego Brezzo 7 Donovan Marshall 5 | Pts Reb Asts | Estadísticas 22 Sebastián Mignani 7 Federico Ferrini 2 Agustín Lozano | Pabellón: Estadio Oberá Tenis Club Árbitros: * Leandro Lescano * Gustavo D'Anna |  |  |
| Serie: 1 - 0       |                                                                    |              |                                                                       |                                                                                 |  |  |
|                    |                                                                    |              |                                                                       |                                                                                 |  |  |

| 28 de marzo, 21:30 | Oberá TC                                                          | 77–83        | San Isidro                                                    | Oberá                                                                              |  |  |
|                    | Parciales: 17 - 19, 27 - 20, 19 - 21, 14 - 23                     |              |                                                               |                                                                                    |  |  |
|                    | Estadísticas Carlos Paredes 13 Marshall Donovan 12 Víctor Cajal 5 | Pts Reb Asts | Estadísticas 19 Pablo Moya 7 Gastón Eseverri 5 Agustín Lozano | Pabellón: Estadio Oberá Tenis Club Árbitros: * Cristian Alfaro * Maximiliano Moral |  |  |
| Serie: 1 - 1       |                                                                   |              |                                                               |                                                                                    |  |  |
|                    |                                                                   |              |                                                               |                                                                                    |  |  |

| 1 de abril, 21:30 | San Isidro                                                     | 79–80        | Oberá TC                                                            | San Francisco                                                               |  |  |
|                   | Parciales: 14 - 14, 24 - 17, 23 - 25, 18 - 24                  |              |                                                                     |                                                                             |  |  |
|                   | Estadísticas Franco Pelazzi 21 Pablo Moya 8 Federico Ferrini 5 | Pts Reb Asts | Estadísticas 17 Federico Mariani 10 Donovan Marshall 5 Víctor Cajal | Pabellón: Estadio Severo Robledo Árbitros: * Pedro Hoyo * Sebastián Vasallo |  |  |
| Serie: 1 - 2      |                                                                |              |                                                                     |                                                                             |  |  |
|                   |                                                                |              |                                                                     |                                                                             |  |  |

| 3 de abril, 21:30 | San Isidro                                                            | 75–69        | Oberá TC                                                   | San Francisco                                                                   |  |  |
|                   | Parciales: 14 - 21, 23 - 13, 22 - 21, 16 - 14                         |              |                                                            |                                                                                 |  |  |
|                   | Estadísticas Agustín Lozano 23 Franco Prelazzi 12 Gregorio Eseverri 6 | Pts Reb Asts | Estadísticas 18 Diego Brezzo 7 Diego Brezzo 5 Víctor Cajal | Pabellón: Estadio Severo Robledo Árbitros: * Héctor Wasinger * Leonardo Barotto |  |  |
| Serie: 2 - 2      |                                                                       |              |                                                            |                                                                                 |  |  |
|                   |                                                                       |              |                                                            |                                                                                 |  |  |

| 7 de abril, 21:30 | Oberá TC                                                   | 77–89        | San Isidro                                                    | Oberá                                                                            |  |  |
|                   | Parciales: 20 - 26, 15 - 16, 24 - 22, 18 - 25              |              |                                                               |                                                                                  |  |  |
|                   | Estadísticas Víctor Cajal 15 Joaquín Deck 5 Víctor Cajal 5 | Pts Reb Asts | Estadísticas 16 Franco Prelazzi 8 Pablo Moya 7 Agustín Lozano | Pabellón: Estadio Oberá Tenis Club Árbitros: * Alejandro Trias * Enrique Cáceres |  |  |
| Serie: 2 - 3      |                                                            |              |                                                               |                                                                                  |  |  |
|                   |                                                            |              |                                                               |                                                                                  |  |  |

Villa Ángela Básquet - Sarmiento 

| 26 de marzo, 22:00 | Villa Ángela Básquet                                     | 84–78        | Sarmiento                                                            | Villa Ángela                                                                     |  |  |
|                    | Parciales: 26 - 22, 21 - 19, 17 - 14, 20 - 23            |              |                                                                      |                                                                                  |  |  |
|                    | Estadísticas Martín Gandoy 19 Anthony Glover 12 Kakalo 2 | Pts Reb Asts | Estadísticas 19 Damián Peruchena 5 Patricio Aranda 6 Néstor Serantes | Pabellón: Estadio Carlos Lobera Árbitros: * Alejandro Zanabone * Enrique Cáceres |  |  |
| Serie: 1 - 0       |                                                          |              |                                                                      |                                                                                  |  |  |
|                    |                                                          |              |                                                                      |                                                                                  |  |  |

| 28 de marzo, 22:00 | Villa Ángela Básquet                                       | 90–78        | Sarmiento                                                                   | Villa Ángela                                                                 |  |  |
|                    | Parciales: 18 - 25, 21 - 17, 30 - 21, 21 - 15              |              |                                                                             |                                                                              |  |  |
|                    | Estadísticas César Avalle 16 Martín Gandoy 8 Juan Gandoy 3 | Pts Reb Asts | Estadísticas 19 Néstor Serantes 5 Agustín Insaurralde 4 Agustín Insaurralde | Pabellón: Estadio Carlos Lobera Árbitros: * Héctor Wasinger * Gustavo D'Anna |  |  |
| Serie: 2 - 0       |                                                            |              |                                                                             |                                                                              |  |  |
|                    |                                                            |              |                                                                             |                                                                              |  |  |

| 2 de abril, 21:30 | Sarmiento                                                            | 76–57        | Villa Ángela Básquet                                             | Resistencia                                                               |  |  |
|                   | Parciales: 14 - 14, 26 - 9, 20 - 19, 16 - 15                         |              |                                                                  |                                                                           |  |  |
|                   | Estadísticas Howard Wilkerson 18 Alberto Aranda 6 Howard Wilkerson 4 | Pts Reb Asts | Estadísticas 12 Anthony Glover 7 Martín Gandoy 2 Gonzalo Álvarez | Pabellón: Estadio Resistencia Árbitros: * Leandro Lezcano * Alberto Ponzo |  |  |
| Serie: 1 - 2      |                                                                      |              |                                                                  |                                                                           |  |  |
|                   |                                                                      |              |                                                                  |                                                                           |  |  |

| 4 de abril, 21:30 | Sarmiento                                     | 76–72 | Villa Ángela Básquet | Resistencia                                       |  |  |
|                   | Parciales: 14 - 20, 20 - 13, 28 - 16, 14 - 23 |       |                      |                                                   |  |  |
|                   |                                               |       |                      | Pabellón: Estadio Raúl Alejo Gronda Árbitros: * * |  |  |
| Serie: 2 - 2      |                                               |       |                      |                                                   |  |  |
|                   |                                               |       |                      |                                                   |  |  |

| 7 de abril, 22:00 | Villa Ángela Básquet                                            | 85–80        | Sarmiento                                                                    | Villa Ángela                                                                    |  |  |
|                   | Parciales: 23 - 21, 19 - 13, 23 - 22, 20 - 24                   |              |                                                                              |                                                                                 |  |  |
|                   | Estadísticas Martín Gandoy 26 Anthony Glover 8 Anthony Glover 4 | Pts Reb Asts | Estadísticas 26 Néstor Serantes 6 Howard Wilkerson III 4 Agustín Insaurralde | Pabellón: Estadio Carlos Lobera Árbitros: * Cristian Alfaro * Maximiliano Moral |  |  |
| Serie: 3 - 2      |                                                                 |              |                                                                              |                                                                                 |  |  |
|                   |                                                                 |              |                                                                              |                                                                                 |  |  |

Monte Hermoso Básquet - Huracán (Trelew) 

| 25 de marzo, 21:00 | MH Básquet                                                      | 82–72        | Huracán (T)                                                            | Monte Hermoso                                                                 |  |  |
|                    | Parciales: 22 - 21, 24 - 11, 19 - 14, 17 - 26                   |              |                                                                        |                                                                               |  |  |
|                    | Estadísticas Alejo Montes 16 Nicolás Lauria 8 Martín Cequeira 3 | Pts Reb Asts | Estadísticas 14 Román Rodríguez 10 Gustavo Maranguello 3 Gastón Torres | Pabellón: Polideportivo Municipal Árbitros: * Pablo Leyton * Leonardo Barotto |  |  |
| Serie: 1 - 0       |                                                                 |              |                                                                        |                                                                               |  |  |
|                    |                                                                 |              |                                                                        |                                                                               |  |  |

| 27 de marzo, 21:00 | MH Básquet                                                        | 79–69        | Huracán (T)                                                          | Monte Hermoso                                                            |  |  |
|                    | Parciales: 25 - 18, 20 - 11, 14 - 25, 20 - 15                     |              |                                                                      |                                                                          |  |  |
|                    | Estadísticas Nicolás Lauría 25 Nicolás Lauría 9 Martín Cequeira 3 | Pts Reb Asts | Estadísticas 13 Román Rodríguez 7 Facundo Brizuela 3 Diego Figueredo | Pabellón: Polideportivo Municipal Árbitros: * Pedro Hoyo * Alberto Ponzo |  |  |
| Serie: 2 - 0       |                                                                   |              |                                                                      |                                                                          |  |  |
|                    |                                                                   |              |                                                                      |                                                                          |  |  |

| 31 de marzo, 21:30 | Huracán (T)                                                            | 78–76        | MH Básquet                                                        | Trelew                                                                          |  |  |
|                    | Parciales: 19 - 22, 18 - 25, 19 - 7, 22 - 22                           |              |                                                                   |                                                                                 |  |  |
|                    | Estadísticas Mariano García 27 Gustavo Maranguello 8 Diego Figueredo 4 | Pts Reb Asts | Estadísticas 25 Nicolás Lauría 8 Nicolás Lauría 2 Pablo Fernández | Pabellón: Estadio Atilio Viglione Árbitros: * Alejandro Trias * Enrique Cáceres |  |  |
| Serie: 1 - 2       |                                                                        |              |                                                                   |                                                                                 |  |  |
|                    |                                                                        |              |                                                                   |                                                                                 |  |  |

| 2 de abril   | Huracán (T)                                                            | 82–78        | MH Básquet                                                            | Trelew                                                                            |  |  |
|              | Parciales: 25 - 20, 14 - 14, 21 - 23, 22 - 21                          |              |                                                                       |                                                                                   |  |  |
|              | Estadísticas Mariano García 17 Gustavo Maranguello 10 Mariano García 3 | Pts Reb Asts | Estadísticas 19 Pablo Fernández 14 Herbert Pope Jr. 2 Martín Cequeira | Pabellón: Estadio Atilio Viglione Árbitros: * Raúl Lorenzo * Rodrigo Reyes Borras |  |  |
| Serie: 2 - 2 |                                                                        |              |                                                                       |                                                                                   |  |  |
|              |                                                                        |              |                                                                       |                                                                                   |  |  |

| 6 de abril, 21:00 | MH Básquet                                                         | 86–69        | Huracán (T)                                                             | Monte Hermoso                                                                     |  |  |
|                   | Parciales: 30 - 8, 19 - 23, 18 - 19, 19 - 19                       |              |                                                                         |                                                                                   |  |  |
|                   | Estadísticas Pablo Fernández 23 Sebastián Cabello 7 Alejo Montes 4 | Pts Reb Asts | Estadísticas 21 Mariano García 10 Gustavo Maranguello 3 Diego Figueredo | Pabellón: Polideportivo Municipal Árbitros: * Leandro Lezcano * Cristian Salguero |  |  |
| Serie: 3 - 2      |                                                                    |              |                                                                         |                                                                                   |  |  |
|                   |                                                                    |              |                                                                         |                                                                                   |  |  |

### Cuartos de final nacional
Instituto - Estudiantes (Olavarría) 

| 13 de abril, 21:00 | Instituto                                          | 76–71        | Estudiantes (O)                                                      | Córdoba                                                                                                |  |  |
|                    | Parciales: 14 - 16, 16 - 18, 25 - 19, 21 - 20      |              |                                                                      | |  |  |
|                    | Estadísticas Lucas Arn 17 Lucas Arn 7 Juan Kelly 2 | Pts Reb Asts | Estadísticas 17 Héctor Martirena 7 Cristian Romero 6 Nicolás Paletta | Pabellón: Gimnasio Ángel Sandrín Árbitros: * Pablo Leyton * Maximiliano Piedrabuena * Leonardo Barotto |  |  |
| Serie: 1 - 0       |                                                    |              |                                                                      | |  |  |
|                    |                                                    |              |                                                                      | |  |  |

| 15 de abril, 21:00 | Instituto                                                       | 80–55        | Estudiantes (O)                                                | Córdoba                                                                                            |  |  |
|                    | Parciales: 19 - 13, 24 - 15, 22 - 15, 15 - 12                   |              |                                                                | |  |  |
|                    | Estadísticas Luis Mansilla 16 Emiliano Martina 7 Scott Cutley 3 | Pts Reb Asts | Estadísticas 12 John Thomas 6 Alejandro Arca 4 Nicolás Paletta | Pabellón: Gimnasio Ángel Sandrín Árbitros: * Ariel Rosa * Cristian Salguero * Rodrigo Reyes Borras |  |  |
| Serie: 2 - 0       |                                                                 |              |                                                                | |  |  |
|                    |                                                                 |              |                                                                | |  |  |

| 19 de abril, 20:30 | Estudiantes (O)                                             | 69–80        | Instituto                                                 | Olavarría                                                                                 |  |  |
|                    | Parciales: 12 - 25, 21 - 21, 22 - 22, 14 - 12               |              |                                                           |                                                                                           |  |  |
|                    | Estadísticas John Thomas 16 John Thomas 8 Nicolás Paletta 4 | Pts Reb Asts | Estadísticas 17 Juan Kelly 7 Scott Cutley 3 Luis Mansilla | Pabellón: Parque Carlos Guerrero Árbitros: * Cristian Alfaro * Raúl Lorenzo * Jose Luigli |  |  |
| Serie: 0 - 3       |                                                             |              |                                                           |                                                                                           |  |  |
|                    |                                                             |              |                                                           |                                                                                           |  |  |

Ferro Carril Oeste - Unión (Santa Fe) 

| 13 de abril, 21:30 | Ferro Carril Oeste                                            | 85–69        | Unión (SF)                                                        | Ciudad de Buenos Aires                                                                |  |  |
|                    | Parciales: 23 - 12, 20 - 20, 17 - 15, 25 - 22                 |              |                                                                   |                                                                                       |  |  |
|                    | Estadísticas Lucas Picarelli 16 Ariel Zago 8 Luciano Tantos 3 | Pts Reb Asts | Estadísticas 18 Rasheem Barret 6 Alejandro Reinick 4 Pedro Franco | Pabellón: Estadio Héctor Etchart Árbitros: * Ariel Rosas * Pedro Hoyo * Rodrigo Reyes |  |  |
| Serie: 1 - 0       |                                                               |              |                                                                   |                                                                                       |  |  |
|                    |                                                               |              |                                                                   |                                                                                       |  |  |

| 15 de abril, 20:00 | Ferro Carril Oeste                                                    | 95–78        | Unión (SF)                                                         | Ciudad de Buenos Aires                                                                              |  |  |
|                    | Parciales: 19 - 15, 27 - 26, 29 - 18, 20 - 19                         |              |                                                                    | |  |  |
|                    | Estadísticas Leandro Portillo 19 Christopher Moss 8 Lucas Picarelli 8 | Pts Reb Asts | Estadísticas 22 Rasheem Barret 10 Alejandro Reinick 4 Pedro Franco | Pabellón: Estadio Héctor Etchart Árbitros: * Alejandro Zanabone * Cristian Alfaro * Enrique Cáceres |  |  |
| Serie: 2 - 0       |                                                                       |              |                                                                    | |  |  |
|                    |                                                                       |              |                                                                    | |  |  |

| 20 de abril, 21:30 | Unión (SF)                                                     | 80–73        | Ferro Carril Oeste                                              | Santa Fe                                                                                         |  |  |
|                    | Parciales: 25 - 28, 19 - 9, 20 - 24, 16 - 12                   |              |                                                                 |                                                                                                  |  |  |
|                    | Estadísticas Miguel Isola 22 Fernando Podestá 6 Pedro Franco 9 | Pts Reb Asts | Estadísticas 16 Luciano Tantos 11 Ariel Zago 5 Leandro Portillo | Pabellón: Estadio Ángel Malvicino Árbitros: * Alejandro Trias * Hector Wasinger * Gustavo D'Anna |  |  |
| Serie: 1 - 2       |                                                                |              |                                                                 |                                                                                                  |  |  |
|                    |                                                                |              |                                                                 |                                                                                                  |  |  |

| 22 de abril, 21:30 | Unión (SF)                                                  | 70–72        | Ferro Carril Oeste                                              | Santa Fe                                                                                        |  |  |
|                    | Parciales: 13 - 15, 25 - 13, 14 - 23, 18 - 21               |              |                                                                 |                                                                                                 |  |  |
|                    | Estadísticas Pedro Franco 23 Miguel Isola 10 Rodrigo Haag 4 | Pts Reb Asts | Estadísticas 20 Lucas Picarelli 10 Ariel Zago 4 Lucas Picarelli | Pabellón: Estadio Ángel Malvicino Árbitros: * Javier Sánchez * Pablo Leyton * Maximiliano Moral |  |  |
| Serie: 1 - 3       |                                                             |              |                                                                 |                                                                                                 |  |  |
|                    |                                                             |              |                                                                 |                                                                                                 |  |  |

9 de Julio (RT) - San Isidro 

| 12 de abril, 21:30 | 9 de Julio (RT)                                                               | 82–60        | San Isidro                                                               | Río Tercero                                                                                 |  |  |
|                    | Parciales: 15 - 11, 26 - 22, 18 - 13, 23 - 14                                 |              |                                                                          |                                                                                             |  |  |
|                    | Estadísticas Arese, Luchino y Cantarutti 17 Santiago Arese 8 Gastón Luchino 5 | Pts Reb Asts | Estadísticas 14 Sebastián Mignani 6 Federico Ferrini 4 Gregorio Eseverri | Pabellón: Estadio José Albert Árbitros: * Ariel Rosas * Cristian Alfaro * Maximiliano Moral |  |  |
| Serie: 1 - 0       |                                                                               |              |                                                                          |                                                                                             |  |  |
|                    |                                                                               |              |                                                                          |                                                                                             |  |  |

| 14 de abril, 21:30 | 9 de Julio (RT)                                                  | 94–82        | San Isidro                                                             | Río Tercero                                                                         |  |  |
|                    | Parciales: 26 - 21, 18 - 14, 20 - 21, 30 - 26                    |              |                                                                        |                                                                                     |  |  |
|                    | Estadísticas Gastón Luchino 41 Santiago Arese 8 Santiago Arese 6 | Pts Reb Asts | Estadísticas 17 Sebastián Mignani 5 Franco Pelazzi 3 Sebastián Mignani | Pabellón: Estadio José Albert Árbitros: * Pablo Leyton * Raúl Lorenzo * Pedro Reyes |  |  |
| Serie: 2 - 0       |                                                                  |              |                                                                        |                                                                                     |  |  |
|                    |                                                                  |              |                                                                        |                                                                                     |  |  |

| 18 de abril, 21:30 | San Isidro                                                             | 85–87        | 9 de Julio (RT)                                                  | San Francisco                                                                                 |  |  |
|                    | Parciales: 19 - 28, 17 - 20, 31 - 23, 18 - 16                          |              |                                                                  |                                                                                               |  |  |
|                    | Estadísticas Fabián Elías Saad 25 Gregorio Eseverri 9 Mariano García 3 | Pts Reb Asts | Estadísticas 30 Eduardo Spalla 6 Gastón Luchino 7 Santiago Arese | Pabellón: Estadio Severo Robledo Árbitros: * Pedro Hoyo * Leandro Lezcano * Sebastián Vasallo |  |  |
| Serie: 0 - 3       |                                                                        |              |                                                                  |                                                                                               |  |  |
|                    |                                                                        |              |                                                                  |                                                                                               |  |  |

Villa Ángela Básquet - Monte Hermoso Básquet 

| 12 de abril, 22:00 | Villa Ángela Básquet                           | 73–66        | MH Básquet                                                      | Villa Ángela                                                                                      |  |  |
|                    | Parciales: 21 - 17, 14 - 17, 15 - 20, 23 - 12  |              |                                                                 |                                                                                                   |  |  |
|                    | Estadísticas Carter 19 Carter 17 Juan Gandoy 5 | Pts Reb Asts | Estadísticas 14 Nicolás Lauría 7 Herbert Pope 3 Pablo Fernández | Pabellón: Estadio Carlos Lobera Árbitros: * Alejandro Zanabone * Héctor Wasinger * Gustavo D'Anna |  |  |
| Serie: 1 - 0       |                                                |              |                                                                 |                                                                                                   |  |  |
|                    |                                                |              |                                                                 |                                                                                                   |  |  |

| 14 de abril, 22:00 | Villa Ángela Básquet                                   | 70–81        | MH Básquet                                                        | Villa Ángela                                                                               |  |  |
|                    | Parciales: 9 - 18, 17 - 21, 17 - 12, 27 - 30           |              |                                                                   |                                                                                            |  |  |
|                    | Estadísticas César Avalle 19 Carter 12 Martín Gandoy 3 | Pts Reb Asts | Estadísticas 23 Nicolás Lauría 11 Nicolás Lauría 2 Nicolás Lauría | Pabellón: Estadio Carlos Lobera Árbitros: * Alberto Ponzo * Alejandro Trias * Sergio López |  |  |
| Serie: 1 - 1       |                                                        |              |                                                                   |                                                                                            |  |  |
|                    |                                                        |              |                                                                   |                                                                                            |  |  |

| 18 de abril, 21:00 | MH Básquet                                                    | 92–85        | Villa Ángela Básquet                                         | Monte Hermoso                                                                                        |  |  |
|                    | Parciales: 26 - 17, 16 - 19, 23 - 16, 27 - 33                 |              |                                                              | |  |  |
|                    | Estadísticas Alejo Montes 20 William Toombs 15 Alejo Montes 5 | Pts Reb Asts | Estadísticas 25 Martín Gandoy 12 Sean Carter 7 Martín Gandoy | Pabellón: Polideportivo Municipal Árbitros: * Javier Sánchez * Maximiliano Piedrabuena * Jose Luigli |  |  |
| Serie: 2 - 1       |                                                               |              |                                                              | |  |  |
|                    |                                                               |              |                                                              | |  |  |

| 20 de abril, 21:00 | MH Básquet                                                        | 59–80        | Villa Ángela Básquet                                     | Monte Hermoso                                                                               |  |  |
|                    | Parciales: 14 - 18, 11 - 22, 14 - 15, 20 - 25                     |              |                                                          |                                                                                             |  |  |
|                    | Estadísticas Pablo Fernández 13 William Toombs 11 Martín Müller 1 | Pts Reb Asts | Estadísticas 19 Juan Gandoy 10 Sean Carter 9 Sean Carter | Pabellón: Polideportivo Municipal Árbitros: * Pedro Hoyo * Pablo Leyton * Cristian Salguero |  |  |
| Serie: 2 - 2       |                                                                   |              |                                                          |                                                                                             |  |  |
|                    |                                                                   |              |                                                          |                                                                                             |  |  |

| 24 de abril, 22:00 | Villa Ángela Básquet                                | 77–69        | MH Básquet                                                       | Villa Ángela                                                                                    |  |  |
|                    | Parciales: 16 - 14, 11 - 13, 22 - 14, 28 - 28       |              |                                                                  |                                                                                                 |  |  |
|                    | Estadísticas César Avalle 18 Carter 9 Juan Gandoy 5 | Pts Reb Asts | Estadísticas 16 Pablo Fernández 13 Nicolás Lauría 3 Alejo Montes | Pabellón: Estadio Carlos Lobera Árbitros: * Leandro Lezcano * Cristian Alfaro * Enrique Cáceres |  |  |
| Serie: 3 - 2       |                                                     |              |                                                                  |                                                                                                 |  |  |
|                    |                                                     |              |                                                                  |                                                                                                 |  |  |

### Semifinales nacionales
Instituto - Ferro Carril Oeste 

| 1 de mayo, 21:30 | Instituto                                                     | 65–60        | Ferro Carril Oeste                                              | Córdoba                                                                                   |  |  |
|                  | Parciales: 15 - 16, 16 - 16, 16 - 16, 18 - 12                 |              |                                                                 |                                                                                           |  |  |
|                  | Estadísticas Scott Cutley 25 Emiliano Martina 7 Pablo Bruna 5 | Pts Reb Asts | Estadísticas 12 Ariel Zago 9 Christopher Moss 4 Lucas Picarelli | Pabellón: Gimnasio Ángel Sandrín Árbitros: * Pedro Hoyo * Leandro Lezcano * Alberto Ponzo |  |  |
| Serie: 1 - 0     |                                                               |              |                                                                 |                                                                                           |  |  |
|                  |                                                               |              |                                                                 |                                                                                           |  |  |

| 3 de mayo, 21:30 | Instituto                                            | 82–58        | Ferro Carril Oeste                                               | Córdoba |  |  |
|                  | Parciales: 20 - 12, 22 - 16, 16 - 16, 24 - 14        |              |                                                                  | |  |  |
|                  | Estadísticas Lucas Arn 22 Pablo Bruna 7 Juan Kelly 5 | Pts Reb Asts | Estadísticas 20 Christopher Moss 7 Leandro Portillo 2 Ariel Zago | Pabellón: Gimnasio Ángel Sandrín Árbitros: * Maximiliano Piedrabuena * Leonardo Barotto * Sebastián Vasallo |  |  |
| Serie: 2 - 0     |                                                      |              |                                                                  | |  |  |
|                  |                                                      |              |                                                                  | |  |  |

| 8 de mayo, 22:00 | Ferro Carril Oeste                                             | 87–88        | Instituto                                                  | Ciudad de Buenos Aires                                                                       |  |  |
|                  | Parciales: 27 - 21, 18 - 17, 20 - 22, 22 - 28                  |              |                                                            |                                                                                              |  |  |
|                  | Estadísticas Lucas Picarelli 19 Ariel Zago 9 Lucas Picarelli 6 | Pts Reb Asts | Estadísticas 28 Scott Cutley 9 Scott Cutley 3 Scott Cutley | Pabellón: Estadio Héctor Etchart Árbitros: * Ariel Rosas * Alejandro Trías * Enrique Cáceres |  |  |
| Serie: 0 - 3     |                                                                |              |                                                            |                                                                                              |  |  |
|                  |                                                                |              |                                                            |                                                                                              |  |  |

9 de Julio - Villa Ángela Básquet 

| 1 de mayo, 21:30 | 9 de Julio (RT)                                                   | 81–68        | Villa Ángela Básquet                                              | Río Tercero                                                                                     |  |  |
|                  | Parciales: 24 - 15, 14 - 21, 18 - 13, 25 - 19                     |              |                                                                   |                                                                                                 |  |  |
|                  | Estadísticas Eduardo Spalla 17 Jeremías Acosta 5 Gastón Luchino 5 | Pts Reb Asts | Estadísticas 15 Martín Gandoy 10 Sean Roosevelt 3 Gonzalo Álvarez | Pabellón: Estadio José Albert Árbitros: * Alejandro Zanabone * Hector Wasinger * Gustavo D'Anna |  |  |
| Serie: 1 - 0     |                                                                   |              |                                                                   |                                                                                                 |  |  |
|                  |                                                                   |              |                                                                   |                                                                                                 |  |  |

| 3 de mayo, 21:30 | 9 de Julio (RT)                                                  | 82–73        | Villa Ángela Básquet                                         | Río Tercero                                                                            |  |  |
|                  | Parciales: 25 - 20, 20 - 16, 20 - 17, 17 - 20                    |              |                                                              |                                                                                        |  |  |
|                  | Estadísticas Santiago Arese 19 Santiago Arese 9 Santiago Arese 3 | Pts Reb Asts | Estadísticas 20 Martín Gandoy 3 Martín Gandoy 2 César Avalle | Pabellón: Estadio José Albert Árbitros: * Ariel Rosas * Alejandro Trías * Sergio López |  |  |
| Serie: 2 - 0     |                                                                  |              |                                                              |                                                                                        |  |  |
|                  |                                                                  |              |                                                              |                                                                                        |  |  |

| 8 de mayo, 22:00 | Villa Ángela Básquet                                     | 92–89        | 9 de Julio (RT)                                                      | Villa Ángela                                                                                           |  |  |
|                  | Parciales: 18 - 17, 24 - 22, 17 - 21, 13 - 10            |              |                                                                      | |  |  |
|                  | Estadísticas Sean Carter 26 Sean Carter 13 Sean Carter 6 | Pts Reb Asts | Estadísticas 17 Eduardo Spalla 7 Guillermo Saavedra 7 Gastón Luchino | Pabellón: Estadio Carlos Lobera Árbitros: * Maximiliano Piedrabuena * Raúl Lorenzo * Cristian Salguero |  |  |
| Serie: 1 - 2     |                                                          |              |                                                                      | |  |  |
|                  |                                                          |              |                                                                      | |  |  |

| 10 de mayo, 22:00 | Villa Ángela Básquet                                        | 76–72        | 9 de Julio (RT)                                                  | Villa Ángela                                                                                      |  |  |
|                   | Parciales: 21 - 22, 10 - 14, 10 - 13, 25 -17 (T.E.: 10 - 6) |              |                                                                  |                                                                                                   |  |  |
|                   | Estadísticas Sean Carter 21 Sean Carter 11 Martín Gandoy 5  | Pts Reb Asts | Estadísticas 23 Eduardo Spalla 8 Eduardo Spalla 6 Eduardo Spalla | Pabellón: Estadio Carlos Lobera Árbitros: * Leandro Lezcano * Cristian Alfaro * Sebastián Vasallo |  |  |
| Serie: 2 - 2      |                                                             |              |                                                                  |                                                                                                   |  |  |
|                   |                                                             |              |                                                                  |                                                                                                   |  |  |

| 15 de mayo, 20:00 | 9 de Julio (RT)                                                         | 97–89        | Villa Ángela Básquet                                           | Río Tercero                                                                              |  |  |
|                   | Parciales: 22 - 16, 20 - 17, 23 - 21, 32 - 35                           |              |                                                                |                                                                                          |  |  |
|                   | Estadísticas Gaston Luchino 30 Sebastián Acevedo 6 Esteban Cantarutti 4 | Pts Reb Asts | Estadísticas 28 Juan Manuel Gandoy 8 Sean Carter 4 Juan Gandoy | Pabellón: Estadio José Albert Árbitros: * Pedro Hoyo * Javier Sánchez * Leonardo Barotto |  |  |
| Serie: 3 - 2      |                                                                         |              |                                                                |                                                                                          |  |  |
|                   |                                                                         |              |                                                                |                                                                                          |  |  |

### Final nacional
Instituto - 9 de Julio (RT) 

| 21 de mayo, 21:00 | Instituto                                                    | 82–77                | 9 de Julio (RT)                                                    | Córdoba                                                                                         |  |  |
|                   | Parciales: 24 - 20, 21 - 16, 18 - 16, 19 - 25                |                      |                                                                    |                                                                                                 |  |  |
|                   | Estadísticas Luis Mansilla 22 Scott Cutley 5 Luis Mansilla 5 | Reporte Pts Reb Asts | Estadísticas 18 Gastón Luchino 12 Jeremías Acosta 3 Santiago Arese | Pabellón: Gimnasio Ángel Sandrín Árbitros: * Pablo Leyton * Héctor Wasinger * Maximiliano Moral |  |  |
| Serie: 1 - 0      |                                                              |                      |                                                                    |                                                                                                 |  |  |
|                   |                                                              |                      |                                                                    |                                                                                                 |  |  |

| 23 de mayo, 22:00 | Instituto                                                         | 71–58                | 9 de Julio (RT)                                                   | Córdoba                                                                                   |  |  |
|                   | Parciales: 12 - 13, 21 - 11, 24 - 13, 14 - 21                     |                      |                                                                   |                                                                                           |  |  |
|                   | Estadísticas Germán Sciutto 16 Emiliano Martina 8 Luis Mansilla 2 | Reporte Pts Reb Asts | Estadísticas 10 Mauricio Corzo 6 Jeremías Acosta 2 Santiago Arese | Pabellón: Gimnasio Ángel Sandrín Árbitros: * Raúl Lorenzo * Gustavo D'Anna * Sergio López |  |  |
| Serie: 2 - 0      |                                                                   |                      |                                                                   |                                                                                           |  |  |
|                   |                                                                   |                      |                                                                   |                                                                                           |  |  |

| 28 de mayo, 21:30 | 9 de Julio (RT)                                                       | 73–69                | Instituto                                                          | Río Tercero                                                                                   |  |  |
|                   | Parciales: 24 - 14, 16 - 11, 21 - 20, 12 - 24                         |                      |                                                                    |                                                                                               |  |  |
|                   | Estadísticas Esteban Cantarutti 18 Santiago Arese 12 Santiago Arese 3 | Reporte Pts Reb Asts | Estadísticas 23 Emiliano Martina 8 Emiliano Martina 7 Scott Cutley | Pabellón: Estadio José Albert Árbitros: * Cristian Alfaro * Cristian Salguero * Alberto Ponzo |  |  |
| Serie: 1 - 2      |                                                                       |                      |                                                                    |                                                                                               |  |  |
|                   |                                                                       |                      |                                                                    |                                                                                               |  |  |

| 29 de mayo, 21:30 | 9 de Julio (RT)                                                        | 90–84                | Instituto                                                                     | Río Tercero                                                                              |  |  |
|                   | Parciales: 12 - 19, 26 - 23, 24 - 22, 28 - 20                          |                      |                                                                               |                                                                                          |  |  |
|                   | Estadísticas Santiago Arese 25 Gastón Luchino 7 J. Chahab y S. Arese 4 | Reporte Pts Reb Asts | Estadísticas 15 P. Bruna, E. Martina y Lucas Arn 7 Scott Cutley 5 Pablo Bruna | Pabellón: Estadio José Albert Árbitros: * Pedro Hoyo * Javier Sánchez * Leonardo Barotto |  |  |
| Serie: 2 - 2      |                                                                        |                      |                                                                               |                                                                                          |  |  |
|                   |                                                                        |                      |                                                                               |                                                                                          |  |  |

| 4 de junio, 21:00 | Instituto                                                      | 78–67                | 9 de Julio (RT)                                                  | Córdoba                                                                                                |  |  |
|                   | Parciales: 14 - 15, 24 - 19, 25 - 15, 15 - 18                  |                      |                                                                  | |  |  |
|                   | Estadísticas Scott Cutley 22 Emiliano Martina 11 Pablo Bruna 6 | Reporte Pts Reb Asts | Estadísticas 17 Santiago Arese 9 Santiago Arese 2 Santiago Arese | Pabellón: Gimnasio Ángel Sandrín Árbitros: * Ariel Rosas * Maximiliano Piedrabuena * Sebastián Vasallo |  |  |
| Serie: 3 - 2      |                                                                |                      |                                                                  | |  |  |
|                   |                                                                |                      |                                                                  | |  |  |

Instituto

Campeón

Primer título

Primer ascenso